# Palazzo di Topkapı

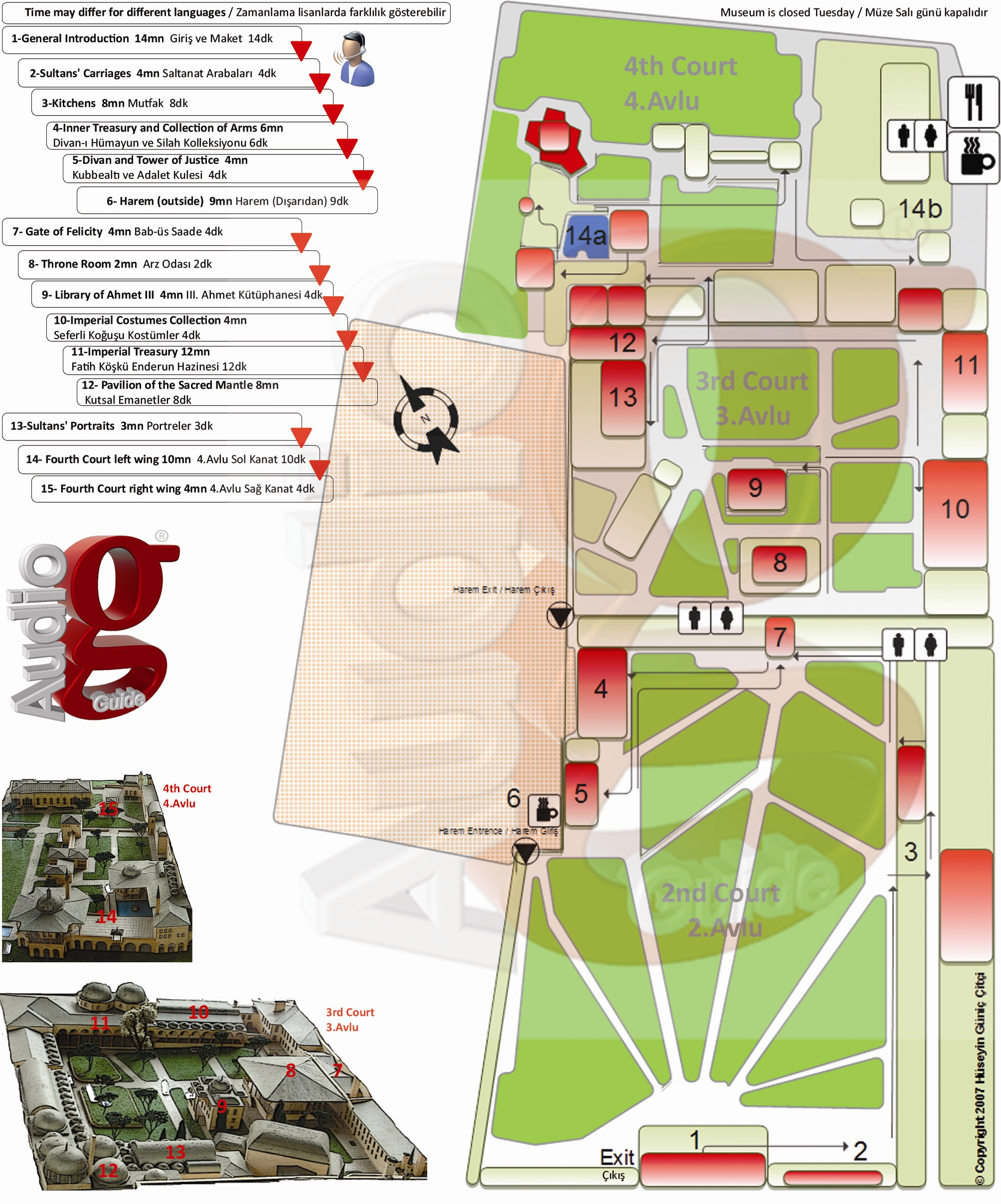
Mappa del Topkapi fornita durante la visita museale

Il Palazzo di Topkapı, o Serraglio di Topkapı (in turco Topkapı Sarayı; in turco ottomano طوپقپو سرايى) è il complesso palaziale situato a Istanbul (storicamente Costantinopoli) che fu residenza del sultano ottomano e centro amministrativo dell'Impero ottomano dalla seconda metà del XV secolo al 1856.
Costruito per volontà di Maometto II sul cosiddetto "Promontorio del Serraglio" (in turco Sarayburnu) su parte del terreno occupato dal Gran Palazzo, sede per secoli dell'Imperatore Bizantino, era originariamente conosciuto come Yeni Saray, anche Saray-ı Cedîd-i Âmire, lett. "Nuovo Serraglio/Palazzo" in contrapposizione al "Palazzo Vecchio" (Eski Sarayı) che il Sultano aveva fatto erigere subito dopo la conquista in posizione più centrale. Venne ribattezzato Topkapı (lett. "Porta del Cannone") solo nel XIX secolo. Il complesso fu oggetto di numerosi ampliamenti e restauri per oltre tre secoli (i più noti dei quali successivi al terremoto del 1509 ed al grande incendio che devastò il palazzo nel 1665), salvo poi il venir progressivamente abbandonato dai sultani in funzione di più moderne residenze nel corso dell'Ottocento. Ridimensionato a semplice sede della tesoreria (hazine), della libreria imperiale e della zecca di stato per volontà del sultano Abdülmecid I nel 1856, divenne il primo grande museo della Repubblica di Turchia nel 1924.
Il Museo del Palazzo di Topkapı è oggi amministrato dal Ministero della Cultura e del Turismo turco. Delle centinaia di stanze e camere del complesso, solo le più importanti sono accessibili al pubblico: l'harem, la tesoreria (ove sono conservati il Diamante del fabbricante di cucchiai e la Daga Topkapı). Il patrimonio museale comprende anche un vastissimo assortimento di vestiario, armi, armature, miniature, reliquie religiose (come il Burda, il mantello verde di Maometto proveniente dal paradiso) e manoscritti illustrati (ad esempio il cosiddetto "Rotolo Topkapı"). A guardia del museo sono preposti sia ufficiali del ministero sia guardie armate dell'esercito turco.
Il Palazzo di Topkapı è parte delle "Aree storiche d'Istanbul", un insieme di siti archeologico-museali facenti parte del Patrimonio dell'umanità UNESCO dal 1985.

## Nome
Il nome originario del complesso oggi conosciuto come "Palazzo di Topkapı" era Yeni Saray o Saray-i Cedid-i Amire (ot. سراى جديد عامره), letteralmente "Nuovo Palazzo Imperiale", in contrapposizione al Vecchio Palazzo Imperiale (Eski Saray) situato dov'é oggi Piazza Beyazit e non più esistente, fatto da lui costruire subito dopo la caduta di Costantinopoli nel 1453. Tale nome fu in uso sino al XIX secolo, specificatamente sino a quando il palazzo estivo del sultano Mahmud I, noto come Topkapusu Sâhil Sarâyı in quanto costruito al di fuori della "Porta del Cannone" (in turco: "Topkapı"), venne distrutto da un incendio e il titolo di "Topkapı" passò ad indicare l'intero Serraglio.

In lingua italiana, il complesso palaziale è chiamato "Gran Serraglio" sin dal XVII secolo.

## Storia

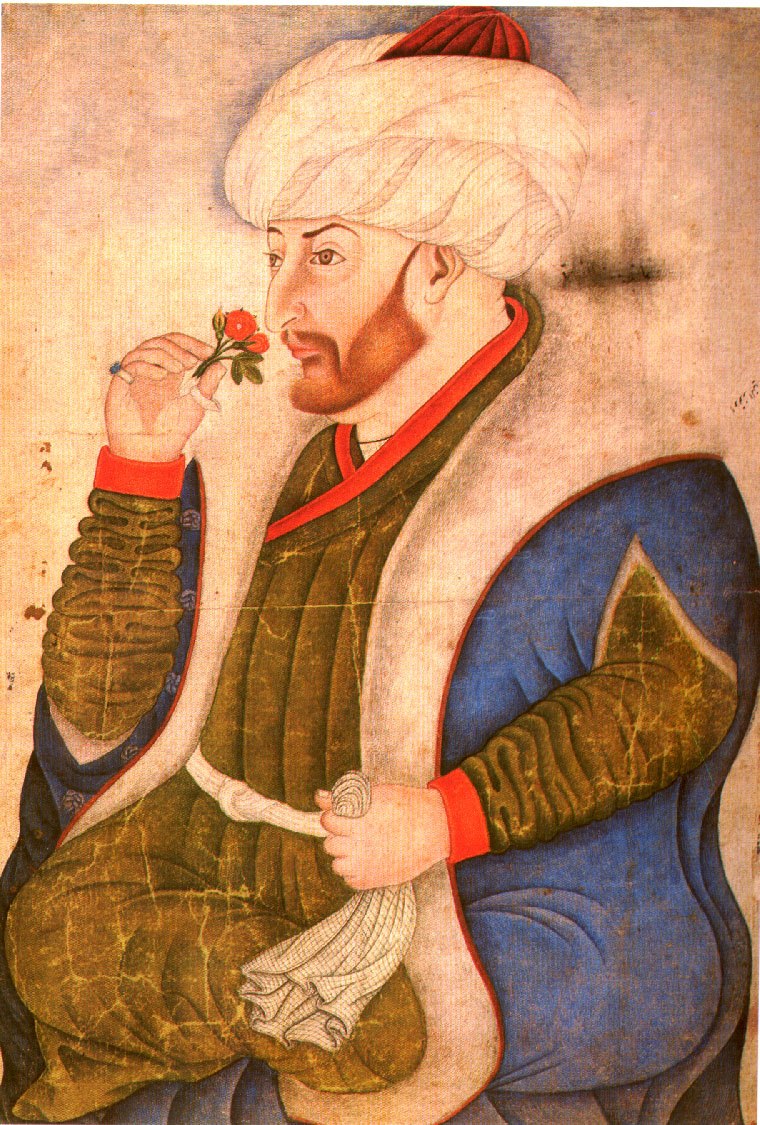
Maometto II, il sultano che ordinò la costruzione del Topkapı nella seconda metà del XV secolo.

Nel 1459, il sultano Maometto II, deciso ad abbandonare l'Eski Sarayi, nel quale aveva posto la propria dimora una volta completata la sua costruzione, ordinò la costruzione di una nuova residenza imperiale ottomana sul promontorio che separava il Corno d'Oro dal Mar di Marmara. I lavori richiesero circa un decennio, venendo ultimati nel corso degli anni '60 del XV secolo. Secondo il contemporaneo Michele Critoboulos, il sultano "curò di arruolare da ogni dove i migliori lavoratori (muratori, tagliapietre, carpentieri)" per realizzare un'opera che nulla avesse da invidiare alle meraviglie dell'Antichità. Per volontà dello stesso Mehmed, i quartieri privati del sultano furono ubicati nel punto più alto del promontorio, i cui fianchi, sino alle rive del Bosforo, furono poi coperti di vari padiglioni tutti racchiusi entro mura di cinta alcune delle quali parte dell'antica acropoli di Bisanzio. Entro quest'assetto iniziale, voluto dal Conquistatore, il palazzo sarebbe poi cresciuto nel corso dei secoli, in un insieme asimmetrico e per nulla monumentale secondo gli osservatori europei che lo avrebbero successivamente visitato.
I sudditi di Maometto II ribattezzarono la nuova residenza del sultano il "Palazzo della Felicità". Un rigido e rigoroso cerimoniale di corte organizzò da subito la vita quotidiana all'interno del Serraglio, facendone un microcosmo isolato dal mondo. Uno dei principali dettami fu il rispetto di un assoluto silenzio all'interno dei cortili. In due riprese (nel 1477 e nel 1481), Maometto II formalizzò la seclusione della corte imperiale ottomana dal mondo tramite il codice Kanunname, organizzando il protocollo di corte, la gerarchia amministrativa e i ranghi degli ufficiali. L'architettura del complesso servì così a testimoniare plasticamente la natura introversa della corte che ospitava, garantendo inoltre al sultano ed alla sua famiglia un isolamento ed una riservatezza assoluti tramite passaggi-segreti, finestre traforate, ecc.

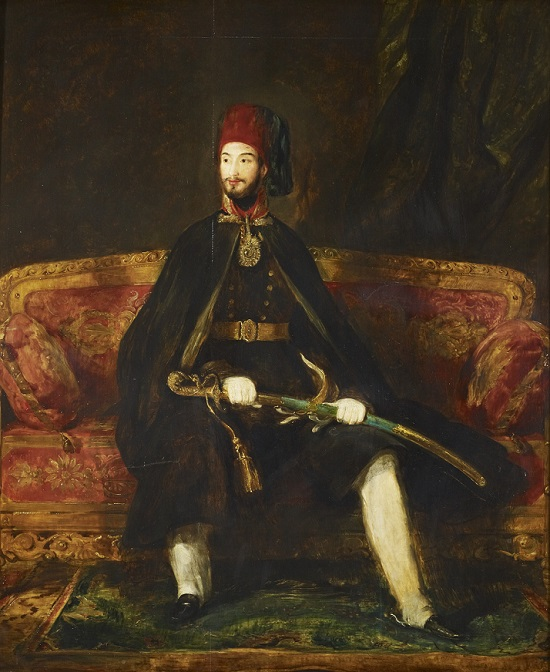
Abdülmecid I, il sultano che dismise il Topkapı quale residenza imperiale nella seconda metà del XIX secolo.

Il primo massiccio intervento di rinnovamento del Topkapı avvenne durante il regno di Solimano il Magnifico. I lavori, affidati all'architetto persiano Alaüddin ("Acem Ali" per gli ottomani), permisero ad un tempo di celebrare la gloria del sultano, impegnato in una travolgente serie di vittoriose campagne espansionistiche, e di riparare i danni arrecati al complesso dal terremoto che aveva devastato Costantinopoli nel 1509. Una delle aree oggetto di maggiori ampliamenti fu l'harem.

Nel 1574, l'erede di Solimano, Selim II, incaricò il capo architetto imperiale (Mimarbaşı) Sinān di ristrutturare le cucine del palazzo, devastate da un incendio, e l'occasione permise nuovi ampliamenti all'harem, ai bagni e ad altri padiglioni.

Fatti salvi successivi restauri interni (es. quelli necessari dopo l'incendio del 1665), il complesso palaziale assunse l'aspetto attuale alla fine del XVI secolo.
A partire dal XVIII secolo, il Topkapı quale sede del potere sultanale perse d'importanza. I sovrani osmani preferirono infatti al vecchio complesso i loro nuovi palazzi costruiti sul Bosforo, come l'ormai distrutto Topkapusu Sâhil Sarâyı del sultano Mahmud I che avrebbe poi cagionato il cambio di nome dell'antico complesso palaziale.

Nel 1856, il sultano Abdülmecid I spostò la sua residenza ufficiale nel nuovo Palazzo di Dolmabahçe, costruito sul modello delle residenze imperiali europee, che sarebbe stato il principale centro amministrativo dell'Impero sino al 1922. Il Serraglio mantenne le sue funzioni di tesoreria imperiale, libreria e zecca.
In seguito alla fine dell'Impero Ottomano (1923), il Palazzo di Topkapı venne trasformato in museo con un decreto governativo datato 3 aprile 1924.

## Descrizione
Il Palazzo di Topkapı è un esteso, disomogeneo complesso di padiglioni ed altre basse strutture costruite a ridosso di grandi cortili, interconnesse da gallerie e passaggi, il cui assetto doveva apparire non dissimile da quello dell'ormai fatiscente Gran Palazzo bizantino che era stato chiamato a sostituire. La nuova fondazione voluta da Maometto sviluppò in lunghezza sull'asse NE-SO già del Gran Palazzo, posizionandosi a nord-est rispetto alla Basilica di Santa Sofia laddove il complesso bizantino si trova a sud-ovest della stessa.
Le principali aree planimetriche del Gran Serraglio sono i quattro cortili e l'harem. L'unica area accessibile dall'esterno era il Primo Cortile, mentre il Quarto Cortile e l'Harem erano le parti più inaccessibili. All'interno del complesso esistevano comunque anche altri cortili, di minor importanza. L'accesso era garantito da vari cancelli, affidati ad appositi corpi armati di guardia: uno di essi si affacciava nel punto in cui il Corno d'Oro si apre sul Mar di Marmara, gli altri erano noti come Cancello della Pace (in turco: Bāb ŭl-Selām), Cancello di Mezzo (in turco: Orta Kapı), Cancello della Maestà (in turco: Bāb-ı Hŭmāyūn), Cancello delle Vetture (in turco: Araba Kapısı) e Cancello della Felicità (in turco: Bāb ŭl-Sa‘ādet) che separava la parte "esterna" del complesso, il Birûn (ossia il primo ed il secondo cortile), sede della vita amministrativa e militare che regolava l'Impero, dalla parte "interna", Enderûn, ove si trovavano in quartieri privati del sultano e della sua famiglia.

Esisteva anche un complesso di edifici residenziali di piccole dimensioni, il cosiddetto "Quinto Cortile", costruiti sulle coste del promontorio: palazzi estivi (kasır), padiglioni e chioschi (köşk). Queste strutture sparirono però nel corso del XIX secolo, sia per incuria sia per la contemporanea costruzione della tratta ferroviaria. Si conserva solo il "Chiosco dei fabbricanti di cesti" fatto erigere da Murad III nel 1592.

I lati occidentale e settentrionale del Gran Serraglio erano cinti da un vasto parco, oggi parzialmente preservato dal Parco di Gülhane, all'interno del quale sorge oggi il polo museale dei Musei archeologici di Istanbul.
La stima delle dimensioni complessive della dimora sultanale ottomana variano da 592.600 m2 (46,4 acri) a 700.000 m2 (17,293 acri).

### Ingresso

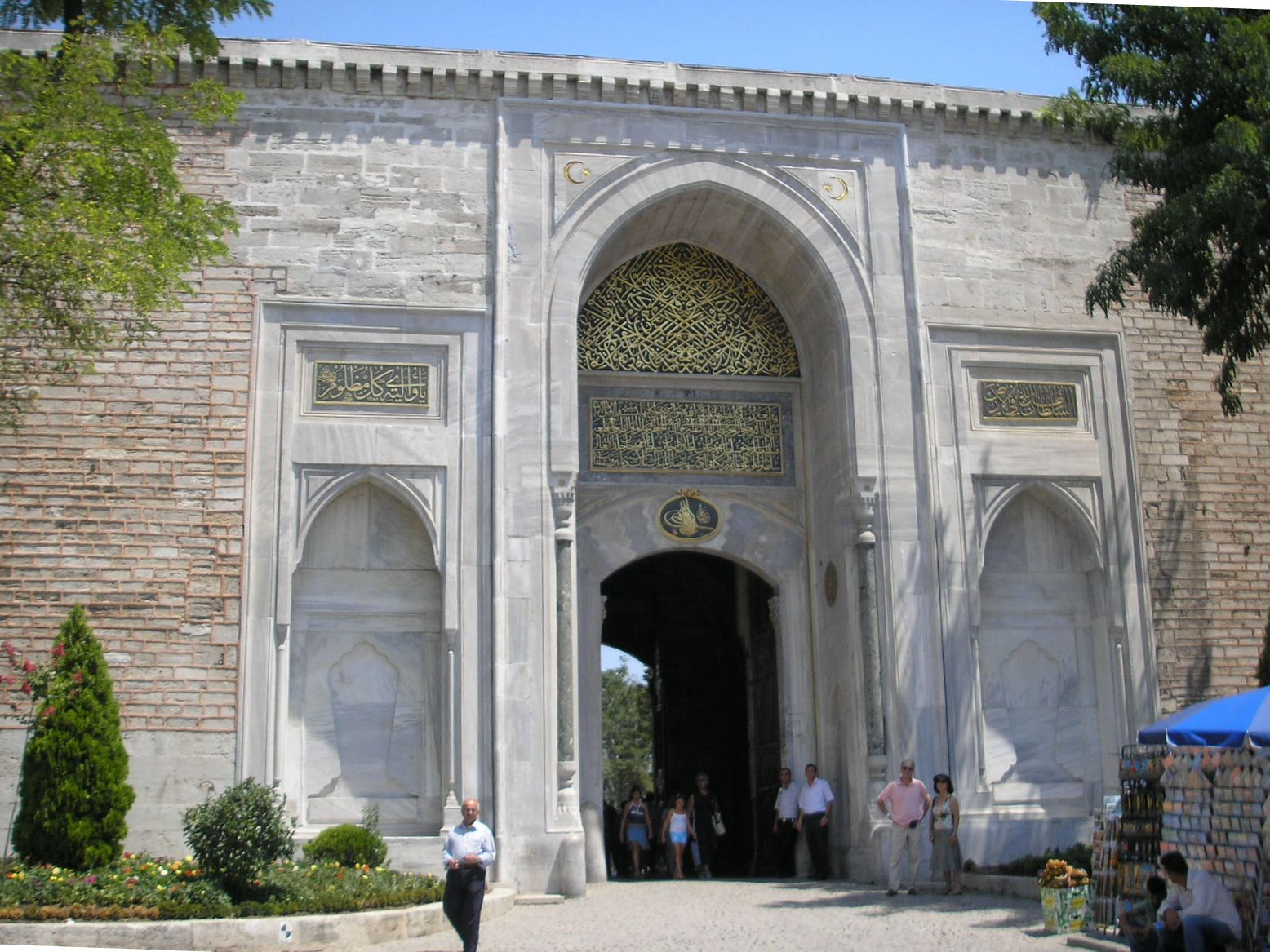
Il "Cancello Imperiale" (Bâb-ı Hümâyûn)

La via d'accesso principale al Topkapı ripercorre oggi quello che al tempo sia dei bizantini sia degli ottomani era il percorso utilizzato dal monarca per le processioni rituali: la Via Mese (oggi "Via del Consiglio", in turco: Divan Yolu) che conduce alla Basilica di Santa Sofia e piega a nord-ovest del complesso palaziale osmanide all'altezza della Fontana di Ahmed III, prospiciente il cosiddetto "Cancello Imperiale" (in turco: Bâb-ı Hümâyûn) tramite il quale si accede al Primo Cortile del Topkapı.
Il Cancello Imperiale, anche "Cancello del Sultano" (in turco: Saltanat Kapısı) poiché costituiva l'ingresso ufficiale del monarca al complesso, venne realizzato nel 1478 ed ornato di marmi nel XIX secolo. L'archivolto centrale, ornato alla sommità da applicazioni calligrafiche dorate (tughra di vari sultani - tra i tanti, il costruttore del cancello, Maometto II, ed il suo ottocentesco ristrutturatore, Abdul Aziz, e versetti del Corano), immette in un passaggio voltato.
Stando alle fonti, una struttura in legno era addossata al cancello ancora nella prima metà dell'Ottocento. Si sarebbe trattato di un padiglione ad uso privato del sultano e, in alcune speciali occasioni, delle donne del harem, nonché del deposito ove venivano ammassate le proprietà dei cortigiani/servi del palazzo morti senza eredi prima di venire traslate nelle casse della tesoreria imperiale.

### Primo cortile
Circondato da alte mura, il Primo Cortile (in turco: I. Avlu o Alay Meydanı), il più ampio, fungeva da parco recintato del complesso palaziale. Sorge su una zona di ripidi pendii che digradano verso il mare già terrazzati dai bizantini. Alcune delle strutture storiche del cortile non esistono più. Le strutture che rimangono sono la vecchia zecca imperiale (Darphane-i Âmire), costruita nel 1727, la chiesa di Santa Irene (usata come deposito e come armeria dai giannizzeri del sultano) e varie fontane.
Questo cortile era anche noto come "Cortile dei Giannizzeri" o "Cortile delle Parate" e, al tempo dell'Impero, veniva attraversato da ufficiali in alta uniforme.
Il percorso museale prevede l'attraversamento del Primo Cortile sino al "Cancello del Saluto" che immette nel Secondo Cortile. Il Cancello del Saluto, anche nota come "Cancello di mezzo" (in turco: Orta Kapı) è una struttura fortificata con merli e due torrioni ottagonali laterali, apparentemente di fattura bizantina. La datazione è però incerta e si basa primariamente su un'iscrizione datata 1542. Il cancello è riccamente decorato con iscrizioni religiose e monogrammi di sultani. Ai tempi dell'Impero, al solo sultano era consentito attraversare la porta a cavallo, chiunque altro sarebbe dovuto smontare di sella, come già prevedeva il protocollo di corte bizantino per la Porta della Chalke del Gran Palazzo. A destra della porta, internamente al cortile, si trova la cosiddetta "Fontana dell'Esecutore" (in turco: Cellat Çeşmesi), dove, secondo una tradizione ancora da confermare, il boia di corte lavava le mani e la spada dopo aver decapitato un condannato.

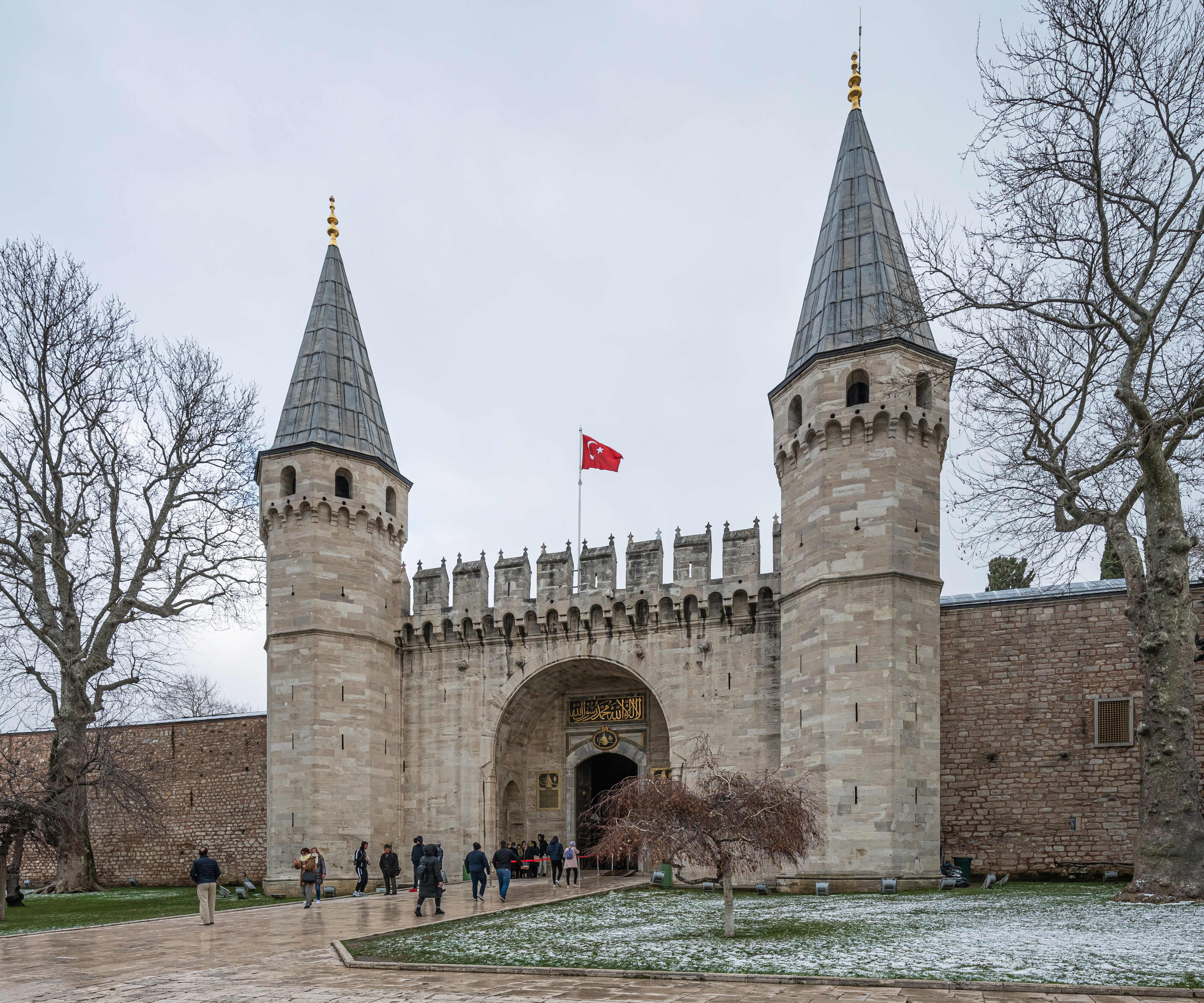
Il "Cancello del Saluto"
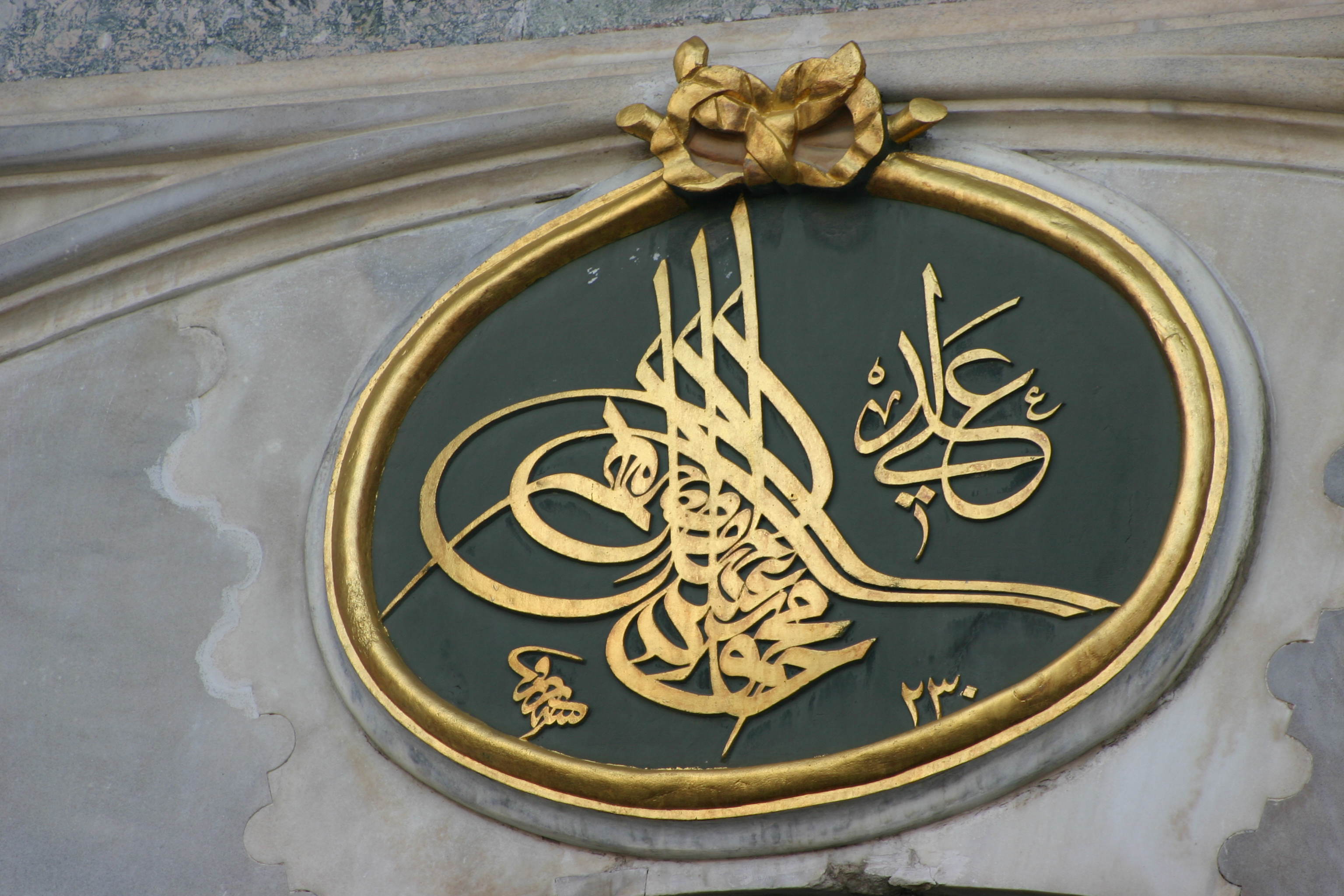
Tughra di Maometto II alla sommità del Cancello del Saluto
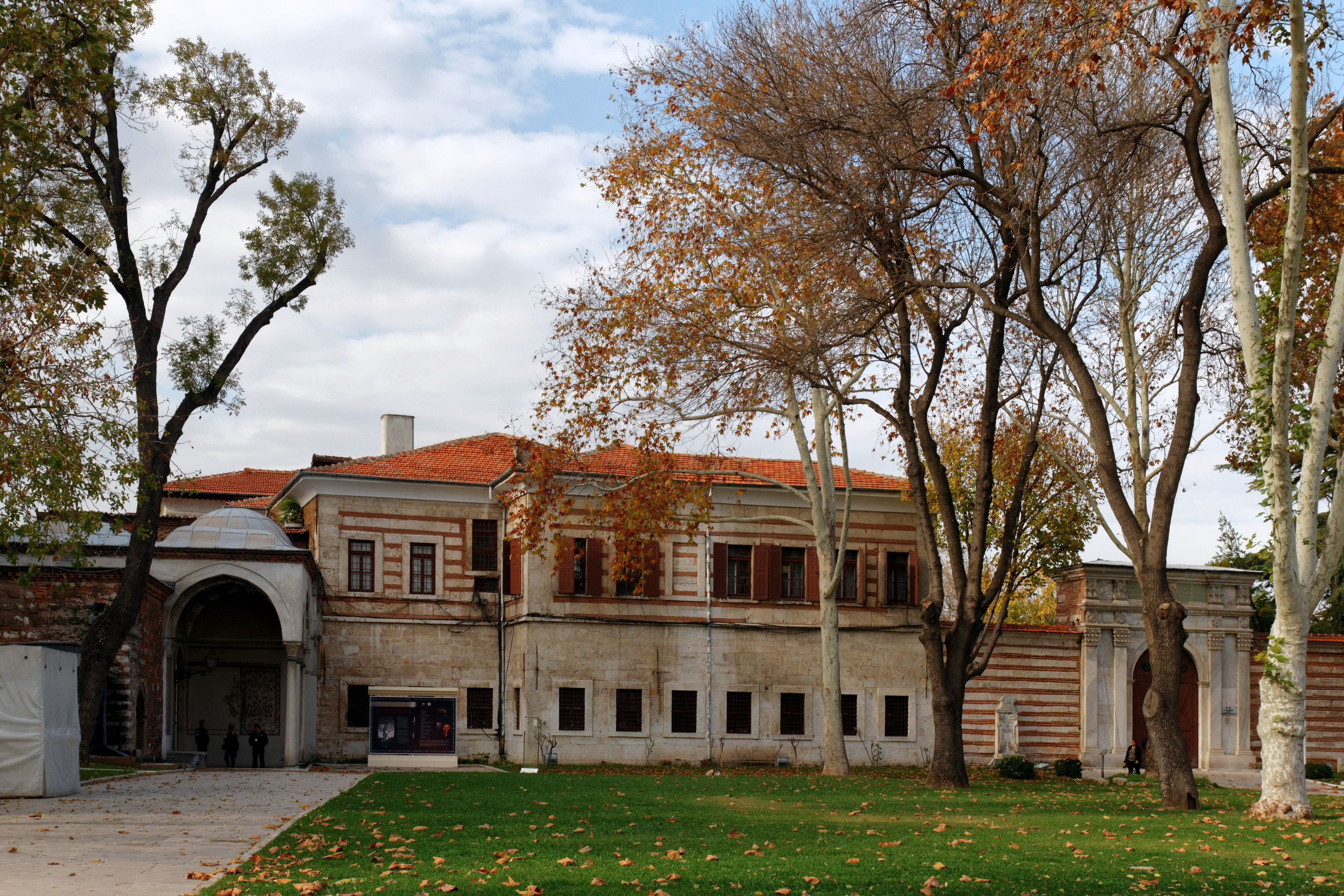
La zecca imperiale ottomana
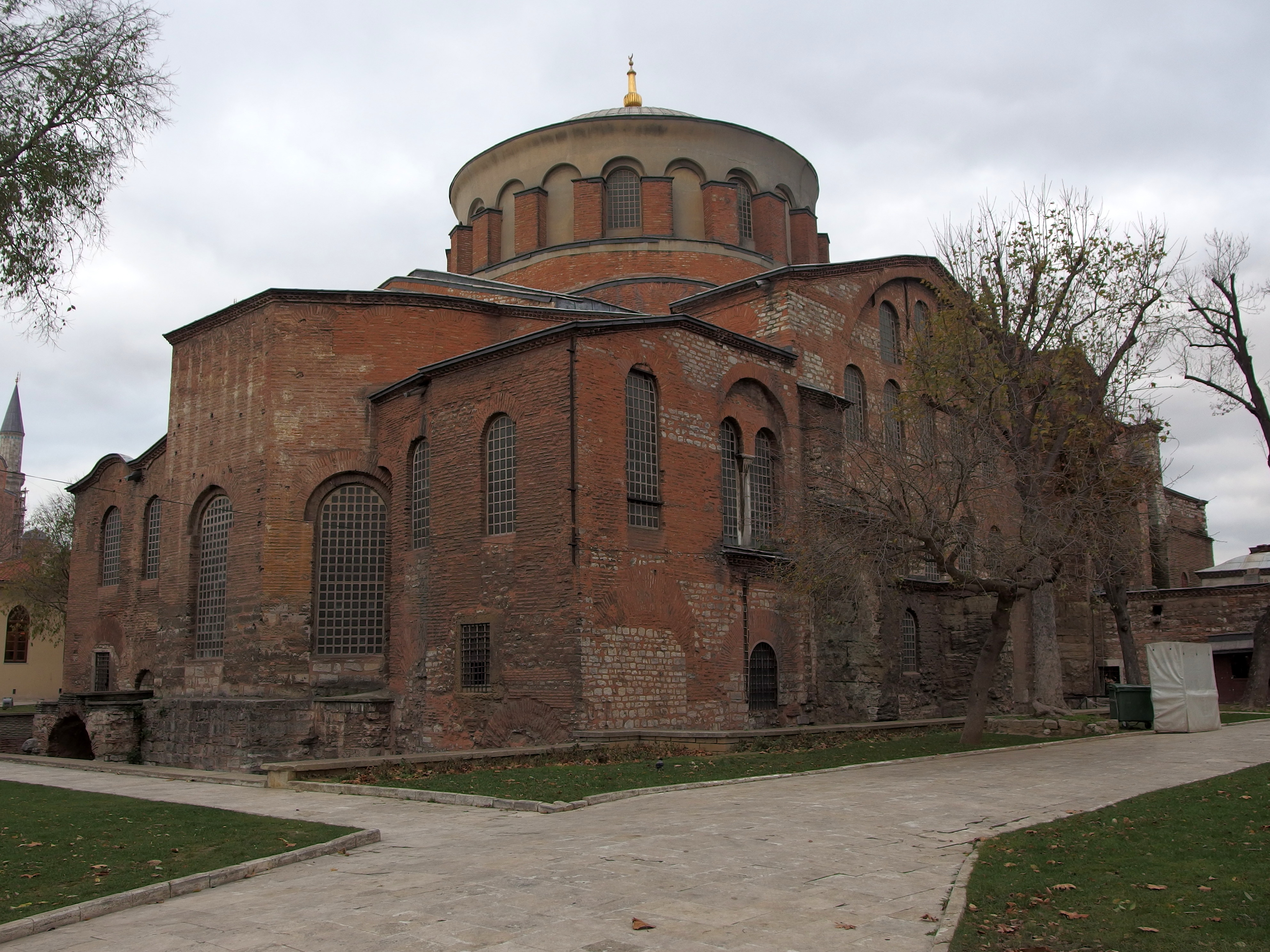
Chiesa bizantina di Santa Irene - esterno
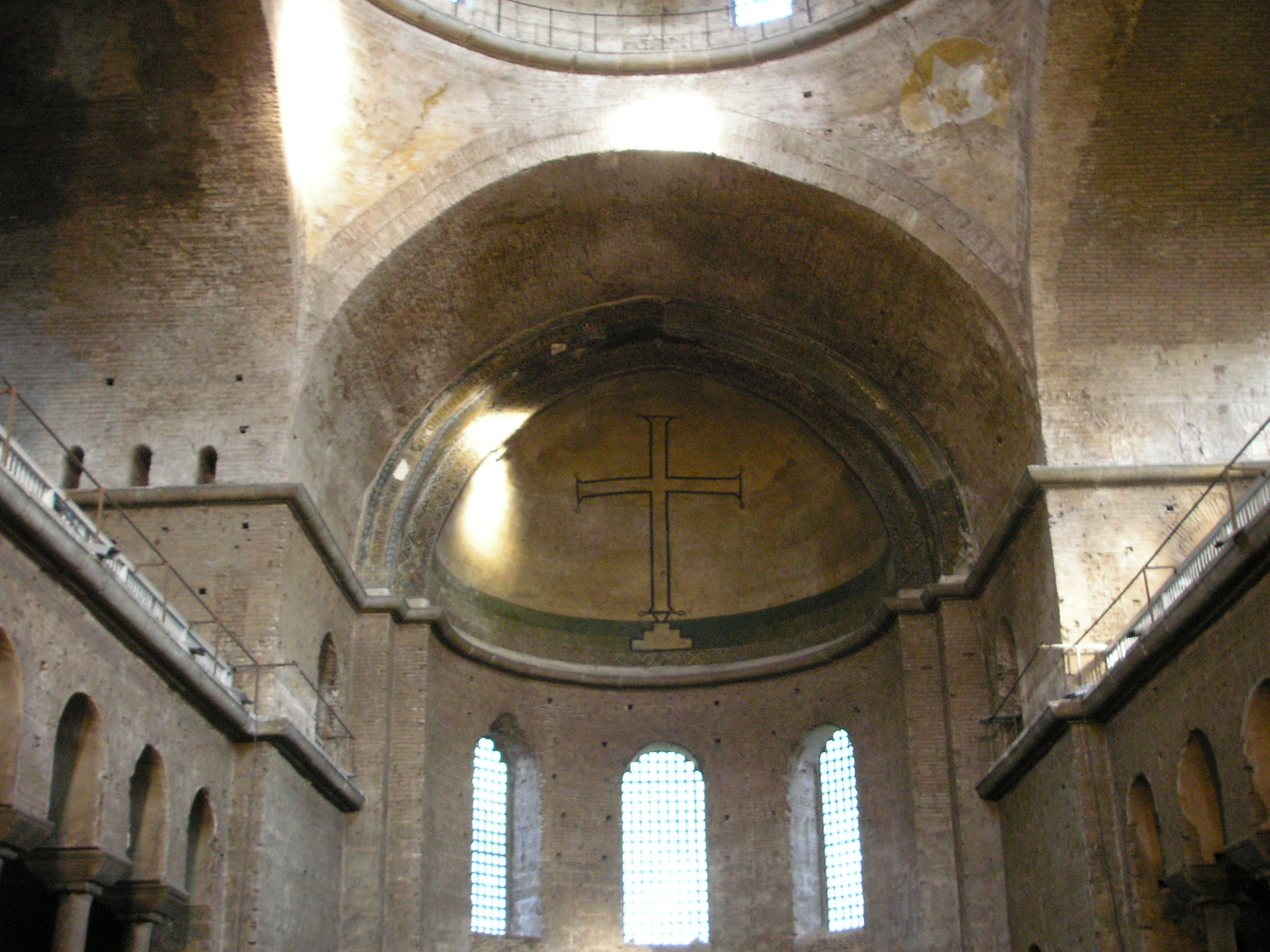
Chiesa bizantina di Santa Irene - interno

### Secondo cortile
Il Cancello di Mezzo immette nel Secondo Cortile (in turco: II Avlu), anche noto come Cortile/Piazza del Consiglio (in turco: Divan Meydanı). Quest'ambiente fu probabilmente completato intorno al 1465, regnante Maometto II, ma ricevette l'aspetto attuale intorno al 1525-1529, durante il regno Solimano. Sul cortile affacciano l'ex ospedale del palazzo, la panetteria, i quartieri per i giannizzeri, le scuderie, l'harem ed il Consiglio (diwan) a nord e le cucine a sud. Al tempo dell'Impero, questo spiazzo ospitava pavoni e gazzelle ed era utilizzato come luogo di riunione per cortigiani. Il sultano era invece solito utilizzarlo per ricevere dignitari stranieri, assiso sul trono di Bayram.
Tramite il "Cancello della Felicità" (in turco: Bāb ŭl-Sa‘ādet), si passa dal secondo al Terzo Cortile.

Attualmente, il Secondo Cortile ospita numerosi manufatti di epoca romana e bizantina, esposti di fronte alle cucine imperiali. Al di sotto del cortile si trova una cisterna bizantina.

#### Scuderie imperiali
Le scuderie imperiali (in turco: Istabl-ı Âmire) vennero costruite al tempo di Maometto II e ristrutturate da Solimano. Sono situate sei metri sotto il livello del suolo, sono state costruite sotto Mehmed II e rinnovate sotto Suleyman. Nel XVIII secolo vi venne aggiunta una piccola moschea ed il bagno privato di Beşir Ağa (anche noto come Beşir Ağa Camii ve Hamamı), il Kizlar Agha del sultano Mahmud I.
Accanto alle scuderie era ubicato il domitorio degli Zülüflü Baltacılar Koğušu, gli "Alabardieri dalle lunghe trecce" che, in battaglia, precedevano l'armata per disboscare il cammino. Loro era il compito di rifornire di legname il Topkapı oltre che di attendere in alcuni altri quartieri del complesso. La struttura, quattrocentesca, venne ripresa dal capo architetto di Murad III, Davud Ağa, nel 1587. Il complesso del dormitorio (stranamente realizzato in legno verniciato di rosso e verde e non in pietra) struttura come la tipica casa ottomana intorno ad un cortile centrale su cui affacciano le camerate, il bagno, la moschea privata e le sale ricreative (es. la sala da fumo). Esternamente, il dormitorio reca varie iscrizioni di opere pie.
Le scuderie ospitano oggi una vasta collezione di sontuosi finimenti (in turco: Raht Hazinesi).

#### Cucine
Le cucine (in turco: Saray Mutfakları) furono costruite nel XV secolo sul modello delle cucine del Palazzo di Edirne e ristrutturate due volte nel corso del XVI secolo: la prima volta sotto Solimano e la seconda (ad opera dell'architetto Sinān) nel 1574 regnante Selim II, figlio del Magnifico. Quest'area si affaccia su un sentiero interno al complesso palaziale che collega il Secondo Cortile con il Mar di Marmara. L'accesso alle cucine è garantito da un portico a tre fornici che affaccia al Secondo Cortile: le cucine sono uno dei tre locali cui si accede per questa via; gli altri due sono il commissariato imperiale e la confetteria.
Le cucine del Topkapı erano le più grandi dell'impero: arruolavano 800 persone e ne sfamavano più di 4000 ogni giorno. Si trattava di un complesso a sé, dotato, come le scuderie, di dormitori, sale di svago, bagni e di una moschea oggi scomparsi. Oltre alle cucine vere e proprie (con locali separati per la preparazione del cibo, delle bevande, dei dolciumi e un caseificio dedicato), esistevano dei magazzini. Il tutto era contenuto in un complesso di 10 edifici cupolati che comprendevano anche aree affacciate al Terzo Cortile come la Scuola Palatina ottomana (in turco: Enderûn Mektebi) e l'Harem.
Le cucine ospitano oggi, oltre all'esposizione di utensili da cucina, una vasta collezione di argenteria e porcellane. Pregevole la collezione di porcellane cinesi, ammassate dai sultani sin dal Quattrocento, sia come acquisizione diretta sia come lascito di ufficiali e cortigiani: 10.700 pezzi (una delle collezioni più grandi del pianeta), superstiti degli oltre 16.000 attestati dai registri del Topkapı nel XVIII secolo, il periodo di maggior splendore della raccolta che contava solo 400 pezzi nel Cinquecento e 3645 pezzi nel Seicento, prodotti durante le dinastie Song, Yuan e Ming, e realizzati in porcellana bianca, porcellana blu e celadon. Esiste anche un fondo di porcellane europee (5000 pezzi), acquistate dalla committenza ottomana in epoca tarda, e giapponesi (fond. Porcellana Imari del XVII e XIX secolo).

#### Il "Divano"
Il Consiglio Imperiale Ottomano, noto in Italiano come "Divano" o "Gran Divano", si riunivano in un edificio dedicato ubicato nell'Angolo NO del Secondo Cortile, accanto al Cancello della Felicità. La prima struttura, un edificio porticato in legno noto come Divanhane, venne eretta per ordine di Maometto II. Solimano il Magnifico, per tramite del suo gran visir Pargali Ibrahim Pascià, affidò poi all'architetto Alaüddin la costruzione dell'edificio consigliare attuale in pietra, il Kubbealtı (letteralmente "Sotto la Cupola"), mentre il Divanhane veniva riqualificato come moschea dei consiglieri. Il nuovo edificio sarebbe poi stato ristrutturato dopo l'incendio del harem del 1665 e nuovamente nel 1792, regnante Selim III, e nel 1819, regnante Mahmud II, lavori durante i quali ricevette l'impianto decorativo rococò attuale.
Il Kubbealtı dispone di svariati accessi, sia dagli altri locali del Topkapı sia al cortile. Accedendo dal cortile, si passa per la veranda in pilastri di porfiro e marmo in stile ottomano "classico" sorreggenti un soffitto ligneo bianco e verde decorato d'oro sino ad un androne di assetto decorativo rococò chiuso da griglie traforate. All'interno, l'edificio consiste in tre stanze comunicanti, ognuna tappata da una cupola: il "Kubbealtı" vero e proprio è la prima sala, usata dal Divano per le riunioni e le attività pubbliche (ad esempio le udienze); la seconda sala era la Segreteria Imperiale e la terza sala ("Defterhāne") era l'archivio. La prima sala è decorata da piastrelle di ceramica di Kütahya.
Il sultano e la valide-sultan potevano seguire le sessioni del consiglio occultati dietro una finestra chiusa da una griglia dorata cui accedevano, per tramite dell'adiacente "Torre di Giustizia" (in turco: Adalet Kulesi), ubicata tra il Divano e l'Harem, dai quartieri privati sultanali. La finestra del Kubbealtı è menzionata per la prima volta nel 1527 dal Reis Efendi di Solimano, Mustafa Celebi ("Sua maestà [...] ha fatto erigere un trono ed una loggia sopra la Sala del Consiglio ove siedono i vizir inventandosi una finestra velata che sovrasta la sala. Dalla finestra, Sua Nobile Eccellenza a volte osserva gli eventi del Divano, monitorando la corretta gestione degli affari"), ma l'usanza sultanale di assistere in modo occulto alle riunioni del consiglio era già in essere al tempo di Maometto II.
La Torre di Giustizia è la struttura più alta del complesso palatino, ben visibile sia dal Bosforo sia dall'entroterra. Probabilmente eretta da Maometto II, è stata ristrutturata da Solimano nel 1527-1529 e da Mahmud II nel 1825. La struttura, per il taglio delle finestre e delle colonne, ha quasi uno stile palladiano.

#### Tesoreria del Divano
La Tesoreria Imperiale (in turco: Dîvân-ı Hümâyûn Hazinesi, letteralmente "Tesoreria del Divano", anche Hazine-ı Âmire) era anche nota come "Tesoreria Esterna" poiché ne esisteva una seconda nel Terzo Cortile, la "Tesoreria Interna" (in turco: Dış Hazine). Lo scopo della tesoreria era non solo di finanziare l'esecutivo. Essa costituiva anche la fonte dello stipendio trimestrale del personale Kapıkulu (le uluefe) e il deposito ove venivano conservati alcuni beni di lusso (es. pregiati caffettani) regalati al personale di palazzo.
Non ci sono date certe sull'erigenda ma lo stile dell'edificio (un unico ambiente realizzato in bricchi e pietra, coperto da otto cupole uguali, ognuna di 5 x 11,40 m) lascia supporre che sia stato realizzato nei primi anni di regno di Solimano. La porta della tesoreria era chiusa dal sigillo del Gran Visir.
Durante alcuni scavi nel 1937, vennero rinvenuti i resti di una basilica bizantina di fronte alla tesoreria. L'edificio, mancando qualsiasi documentazione capace di identificarlo, è stato ribattezzato "Basilica del Palazzo di Topkapı". Sempre all'esterno della Tesoreria è collocata una targa in pietra alta oltre due metri, nota come "Nişan Taşı" che commemora un colpo di fucile sparato dal sultano Selim III nel 1790.
La Tesoreria ospita, dal 1928, un'esibizione permanente di armi ed armature (in turco: Silah Seksiyonu Sergi Salonu) presenti nel palazzo alla data della conversione museale. Si tratta di uno dei più asti assortimenti al mondo di armi musulmane, spaziente dal VII al XX secolo. Il grosso della collezione è composto da armi ottomane ma non mancano antiche spade Omayyadi/Abbasidi né panoplie complete mamelucche o persiane. Sono presenti anche alcuni esemplari di armi europee e dell'Estremo Oriente. L'esibizione espone circa 400 esemplari.

#### Cancello della Felicità
Il Cancello della Felicità (in turco: Bâbüssaâde or Bab-üs Saadet) venne costruito da Maometto II e massicciamente ristrutturato da Mustafa III cui si deve l'attuale assetto in stile rococò e da Mahmud II. È una struttura sontuosamente decorata (gli stilemi figurativi comprendono, nuovamente, versetti del Corano e tughra dei sultani sulla volta d'ingresso), ornata da una cupola sorretta da pilastri di marmo, il cui compito è simboleggiare la presenza fisica del sultano all'interno del complesso. Il soffitto è parzialmente decorato da dipinti e sorregge una sfera dorata pendente.
Ai lati del Cancello si trovano i locali destinati agli eunuchi di palazzo nonché la scuola palatina ottomana.

Di fronte al Cancello si trova inoltre la pietra incavata dentro la quale veniva collocato lo Stendardo del Profeta durante le solenni cerimonie in cui il sultano conferiva il proprio imperio ai legati con compiti militari: gran visir o serraschieri.
Nessuno, nemmeno il Gran Visir, poteva varcare il Cancello della Felicità senza l'espressa autorizzazione dell'Osmanide. Il compito di presiedere il Cancello ricadeva sul capo degli eunuchi di palazzo, il Kapi Agha.

La struttura del Cancello ed il prospiciente Cortile del Divano veniva talvolta utilizzato dal sultano stesso per delle particolari udienze (es. la formale presentazione di nuovi ambasciatori stranieri) durante le quali si posizionava sul Trono di Bayram davanti al Cancello. Sempre davanti al Cancello venivano attuati i solenni funerali del sultano.

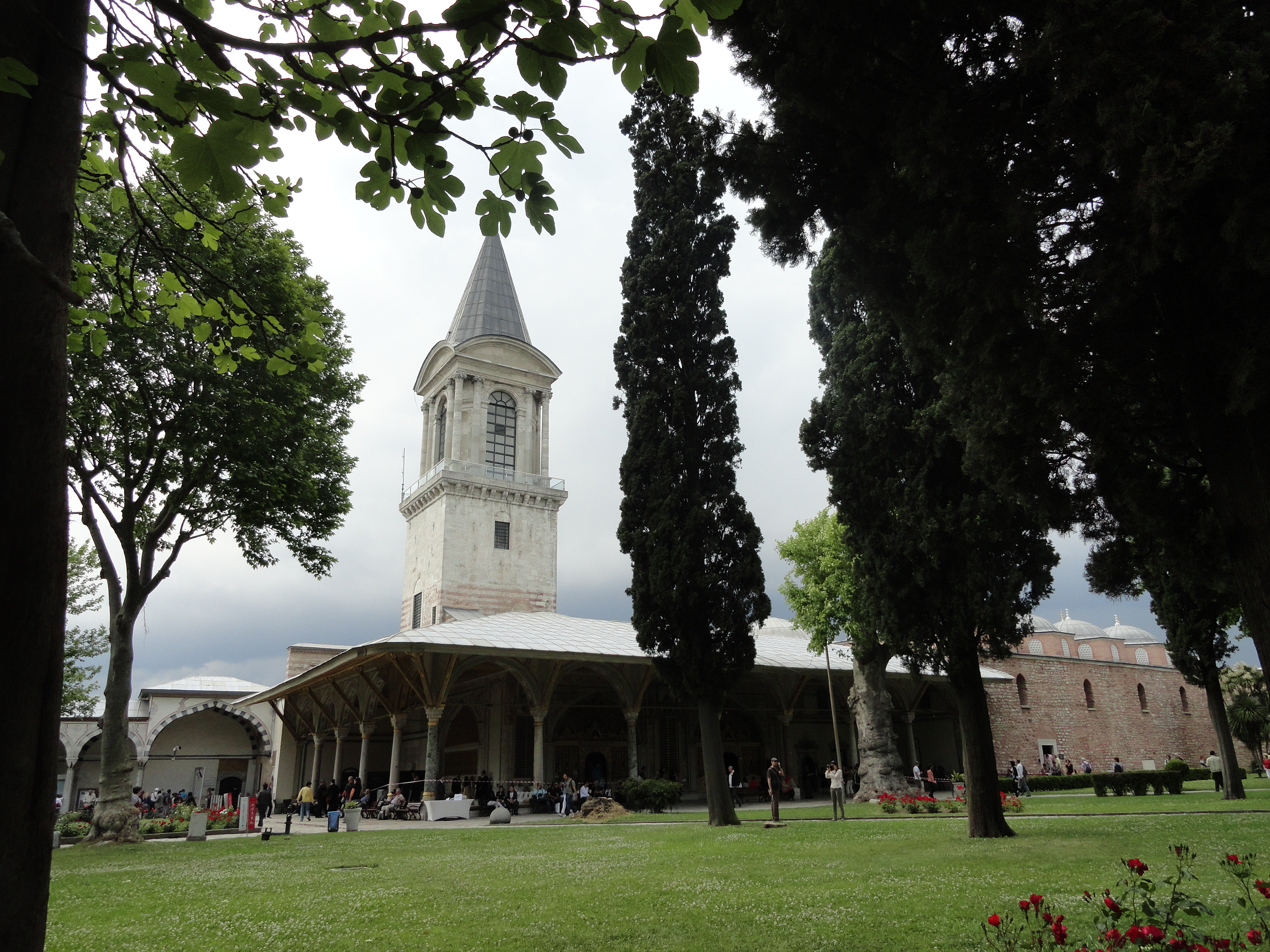
Il Secondo Cortile ed il "Divano"
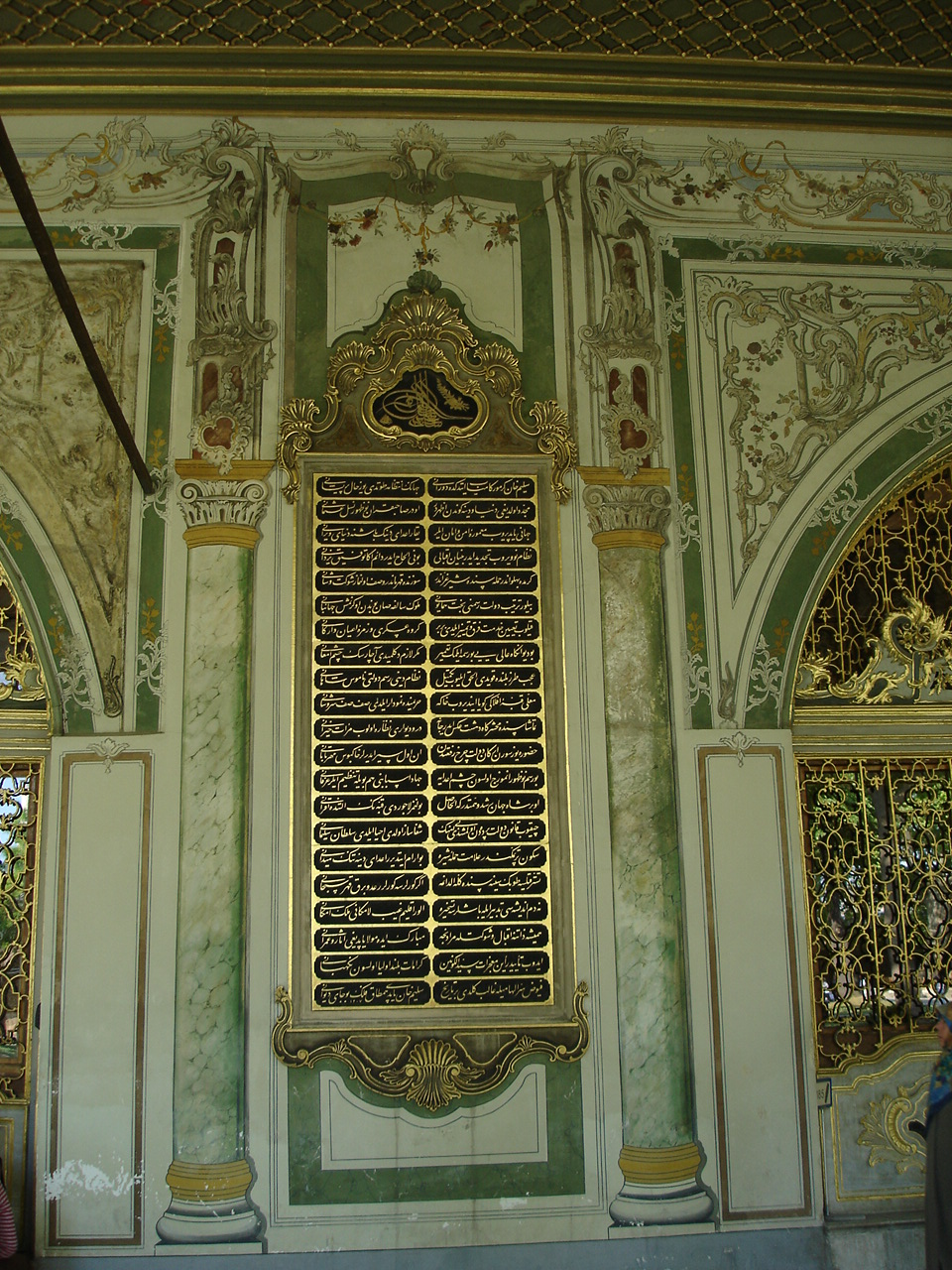
Le mura del Divano
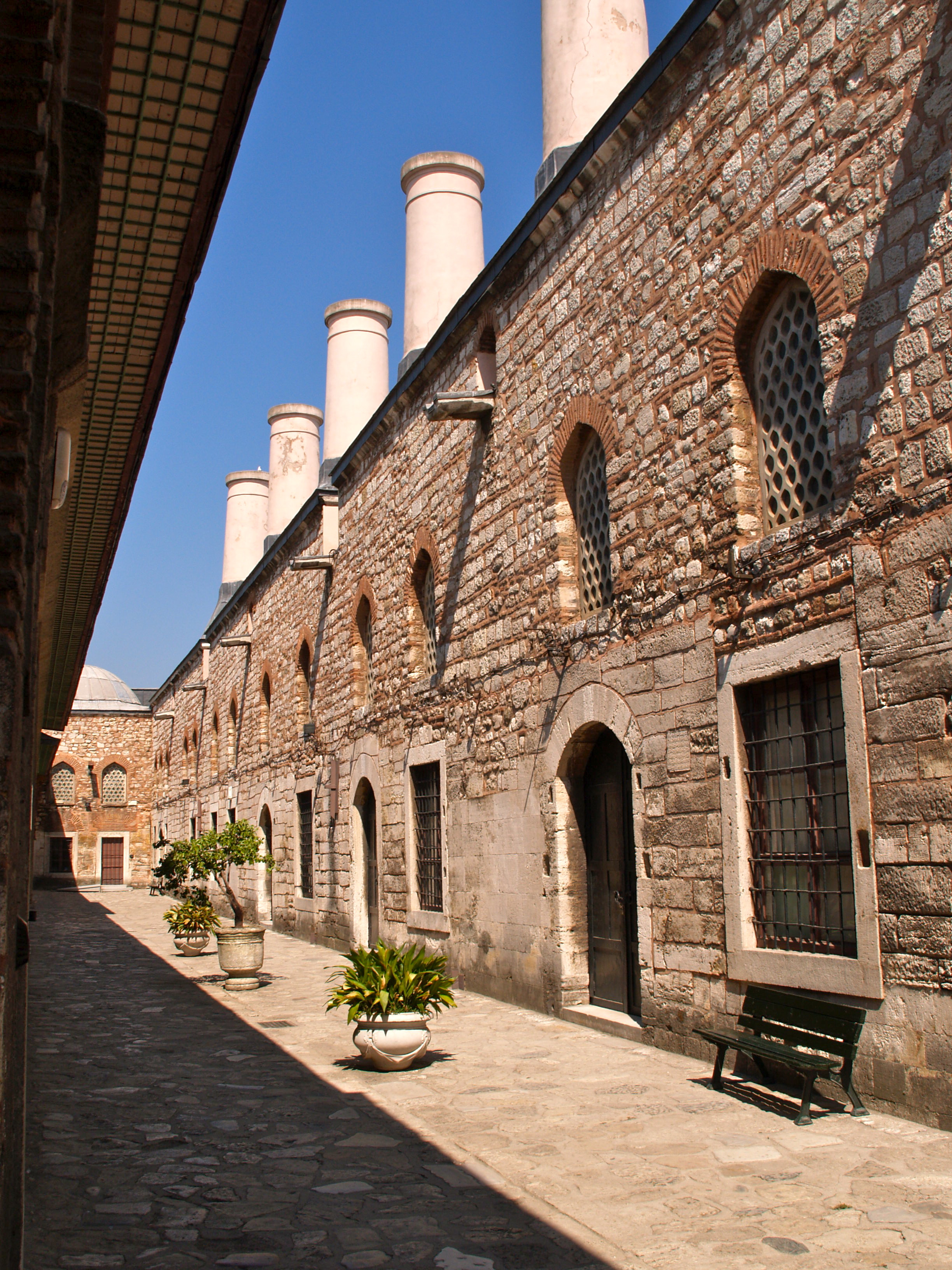
Le cucine del palazzo
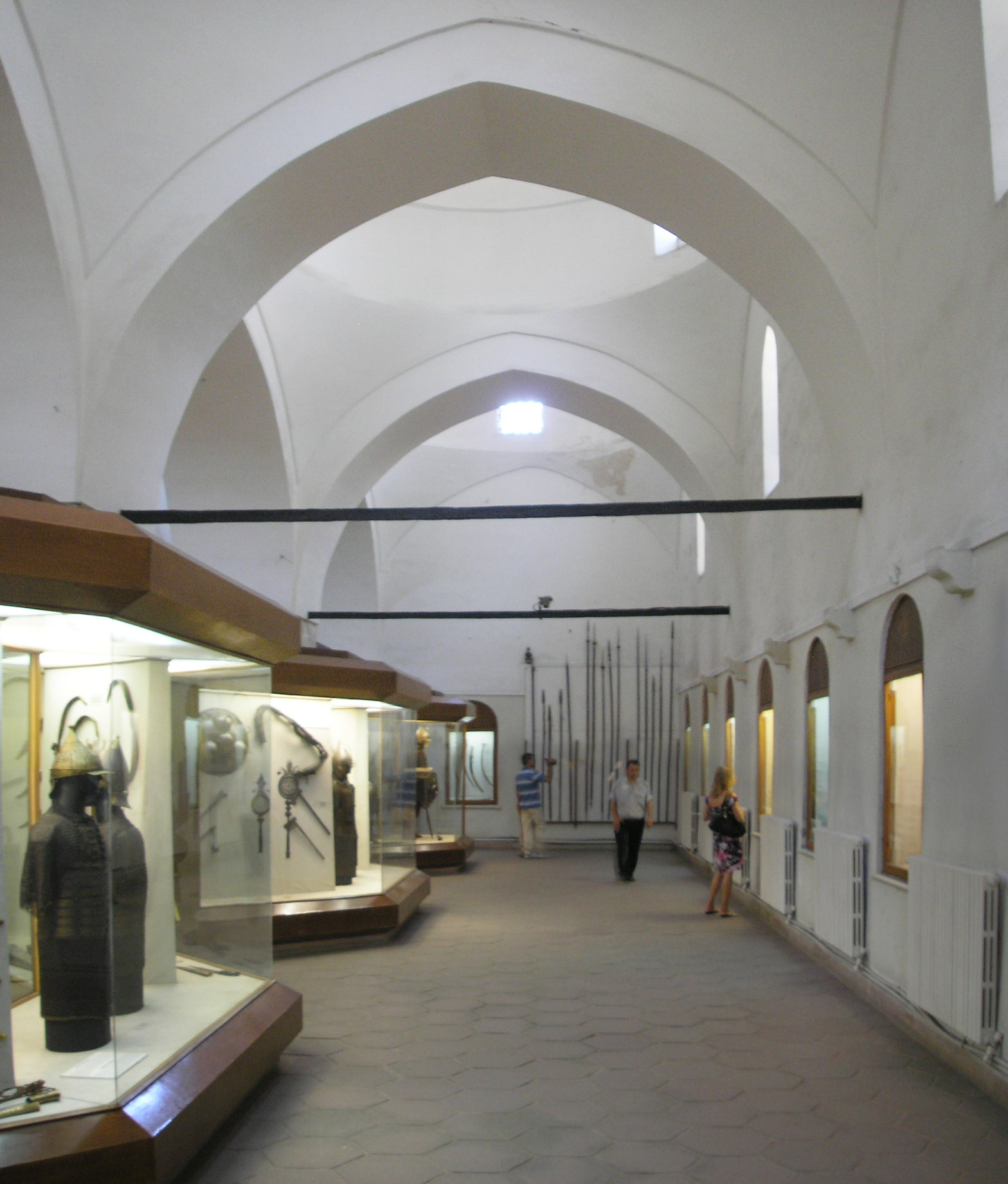
L'armeria del museo all'interno della vecchia Tesoreria
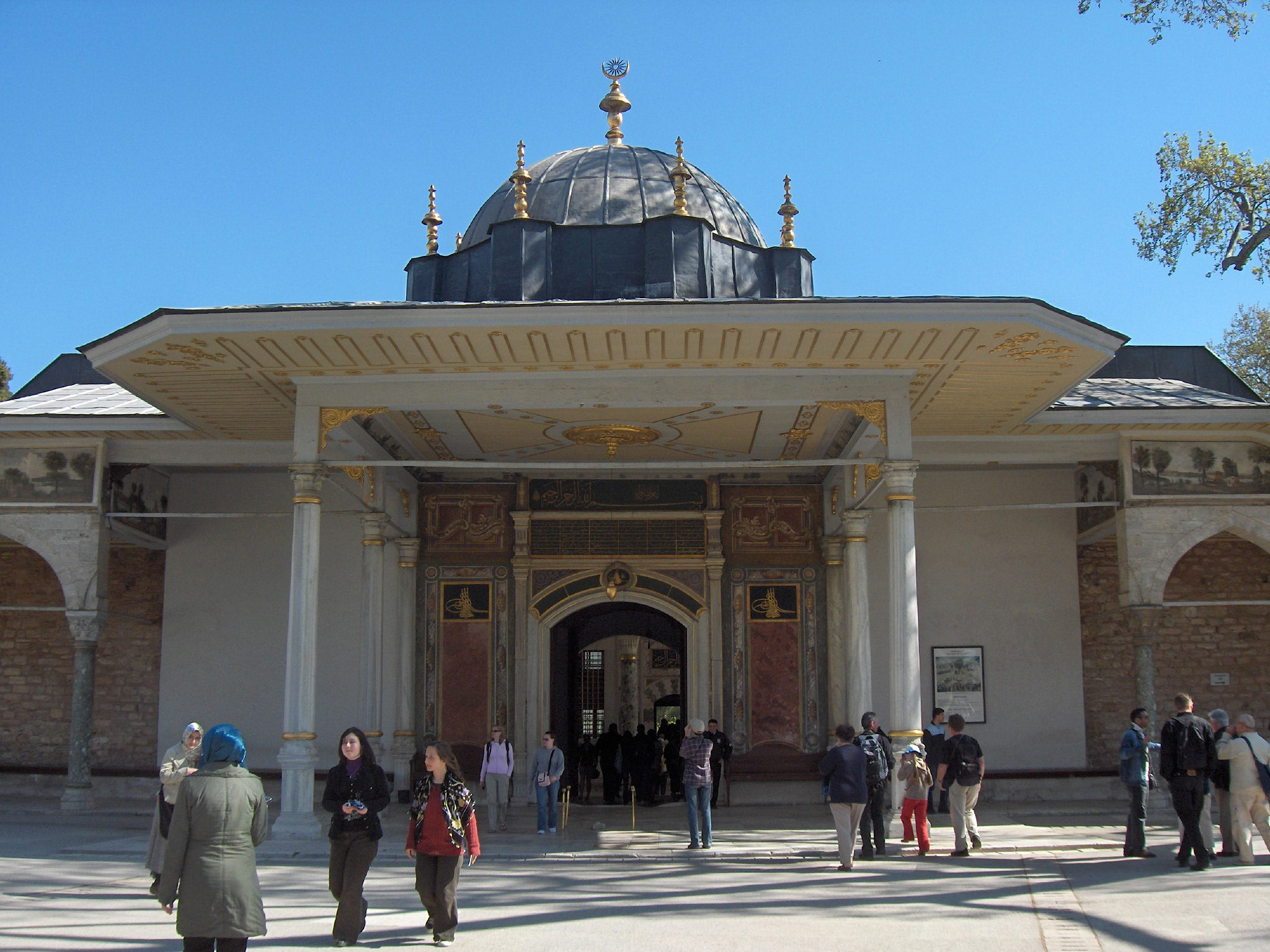
Il Cancello della Felicità

### Terzo cortile
Il Terzo cortile (in turco: III. Avlu) cui si accede varcando il Cancello della Felicità è il primo dei comparti più squisitamente privati del complesso palaziale, il cosiddetto Enderûn, alla cui gestione era preposto uno specifico ufficiale, il Kapi Agha o "Capo degli eunuchi bianchi". Il cortile consta di un giardino circondato dalla Tesoreria Interna, dal Harem (all'interno del quale solevano risiedere i sultani), dalla Libreria di Ahmed III e dalla cosiddetta "Camera Privata" ospitante le "Sacre Reliquie del Profeta" (in turco: Kutsal emanetler). Tutt'intorno al cortile sviluppano i locali destinati ai paggi di corte.
L'assetto originario del Terzo Cortile venne disegnato da Maometto II. Già nel 1584, grazie al Hünername, venne realizzata una prima raffigurazione di questo spazio del Topkapı.

#### La Camera delle Udienze
La Camera delle Udienze, anche nota come Camera delle Petizioni (in turco: Arz Odası), sorge dirimpetto al Cancello della Felicità. Si tratta di un chiosco circondato da un colonnato (22 colonne in tutto) sorreggente un largo cornicione. La camera interna ha il soffitto verniciato di blu oltremarino decorato da stelle d'oro, mentre i muri sono decorati da piastrelle turchesi, blu e bianche. Il pavimento era riccamente coperto di tappeti e cuscini.
La Camera venne costruita nel XV secolo, ammodernata da Ahmed III nel 1723 e ricostruita da Abülmenecid I dopo che nel 1856 un incendio l'aveva distrutta. I restauri moderni sono ricordati tramite iscrizioni nel portone d'accesso: la basmala fatta intagliare da Ahmed III ed una frase commemorativa per Abülmenecid I.
La sala del trono utilizzata dal Osmanide era all'interno della camera. Stando alla testimonianza di Cornelius Duplicius de Scheppe, datata 1533: "L'Imperatore [Solimano] era seduto su un trono leggermente rialzato, completamente coperto di stoffe d'oro ed interamente incrostato di pietre preziose, con molti cuscini di inestimabile valore su ogni lato. Le pareti della camera erano ricoperte di mosaici decorati con azzurro e oro. L'esterno del camino di questa camera era di argento massiccio ricoperto d'oro e da un lato della camera da una fontana spuntava da un muro". Il trono attuale, in forma di baldacchino è stato voluto dal sultano Mehmed III: ha il soffitto laccato e tempestato di gioielli, con decorazioni a racemi su cui campeggiano un drago ed un simurgh intenti a lottare. La copertura del trono è realizzata in broccato disseminato di placche di smeraldo, rubino e di perle.
La fontana citata da de Scheppe è datata appunto al regno di Solimano e reca un'iscrizione nella quale il sultano viene chiamato "la fontana della giustizia e della generosità ed il mare della beneficenza". La finestra collocata tra le due porte che bucano la facciata principale della camera era utilizzata per l'esposizione dei doni portati dagli ambasciatori, motivo per cui la porta di sinistra era nota come Pişkeş Kapısı, lett. "Porta dei doni" (dove "Pişkeş" significa letteralmente "dono per un superiore"). Sopra questa porta si trova un'iscrizione aggiunta durante il regno di Mahmud II.
Dietro alla Camera delle Udienze si trova il Dormitorio delle Forze di Spedizione (in turco: Seferli Koğuşu), voluto da Murad IV nel 1635 e ristrutturato al principio del Settecento da Ahmed III. Il dormitorio ospita oggi la collezione di vestiario imperiale (in turco: Padişhah Elbiseleri Koleksiyonu), una raccolta di circa 2500 indumenti tra cui i sontuosi caffettani usati dai sultani, ed una collezione di 360 oggetti in ceramica. Adiacente al dormitorio si trova il Padiglione del Conquistatore.

#### Tesoreria imperiale
Il "Padiglione del Conquistatore", anche "Chiosco del Conquistatore" (in turco: Fatih Köşkü) è uno degli stabili più vecchi del Serraglio: realizzato nel 1460, quando il complesso era ancora in costruzione, è un magnifico edificio a due piani, con terrazza sul giardino, realizzato nel punto più alto del promontorio e quindi in grado di fornire una veduta impareggiabile sul Bosforo ed il Mar di Marmara. Il pianterreno era adibito a funzioni di servizio, mentre il primo piano loggiato era diviso in quattro appartamenti di lusso. Tutte le stanze presentano aperture monumentali unicamente rivolte al Terzo Cortile ed accesso dal portico colonnato che abbraccia il giardino. Durante il regno di Selim I, il palazzo venne utilizzato per incamerare i proventi del neo-conquistato Egitto e si guadagnò così il nome di "Tesoreria imperiale" (in turco: Hazine-i Âmire). Scavi nelle fondamenta del padiglione hanno rivelato la preesistenza di un battistero bizantino

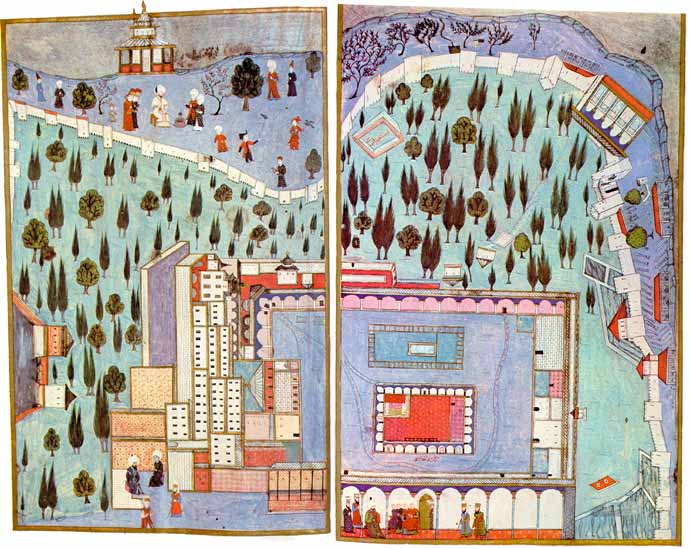
Il Terzo Cortile raffigurato nel Hünername (1584)
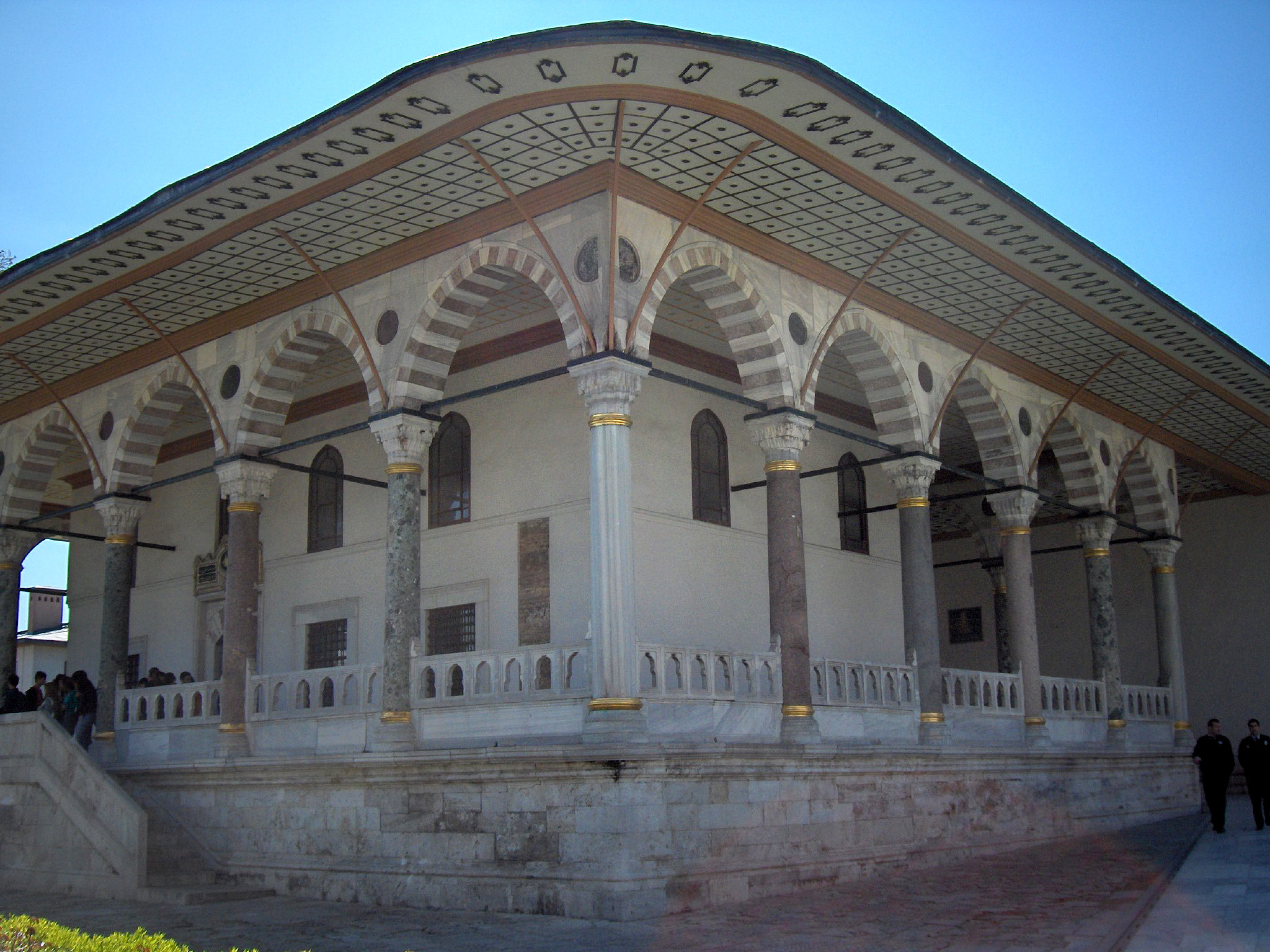
La Camera delle Udienze
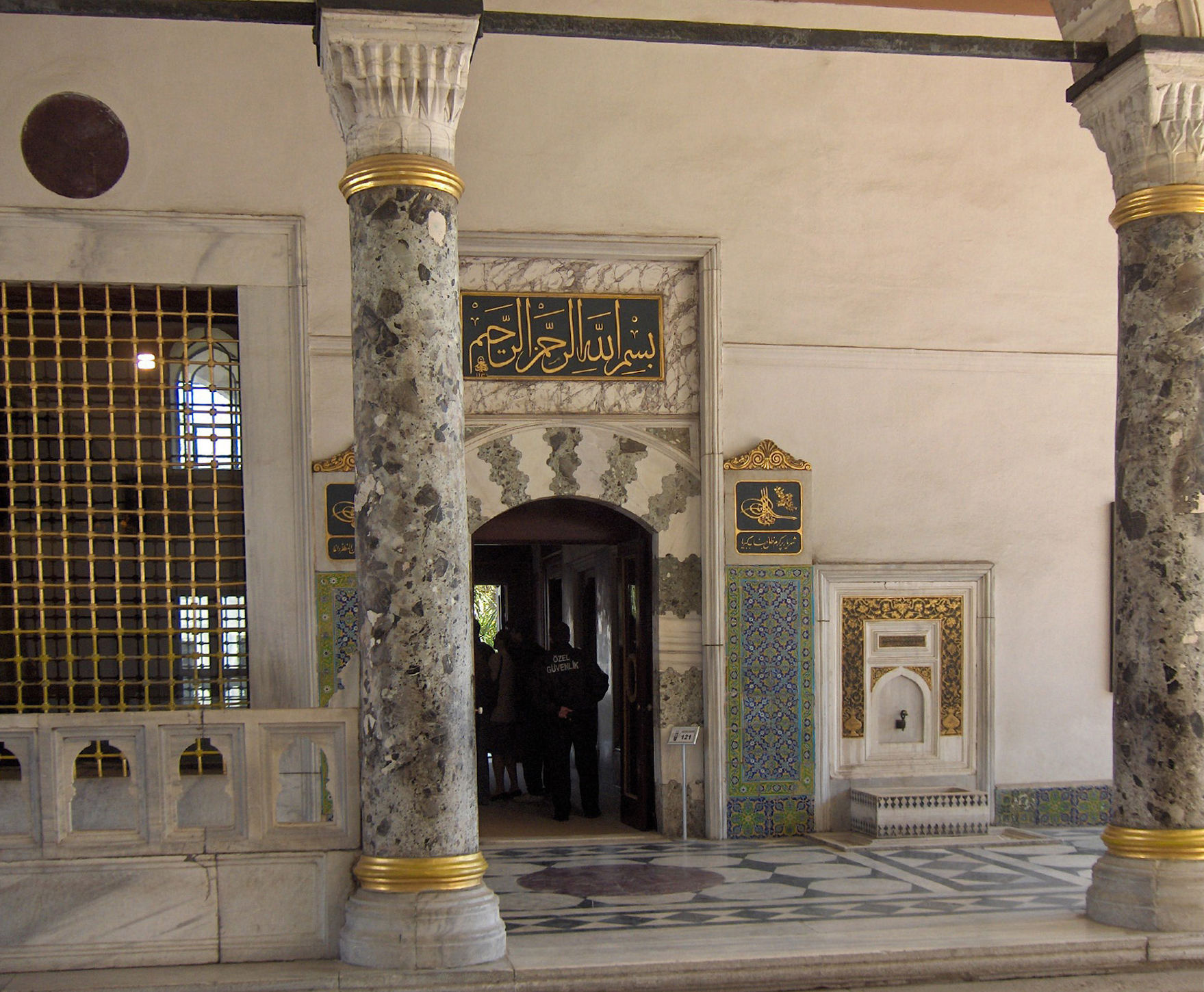
La Camera delle Udienze - particolare della fontana di Solimano (sx) e della finestra delle offerte (dx)
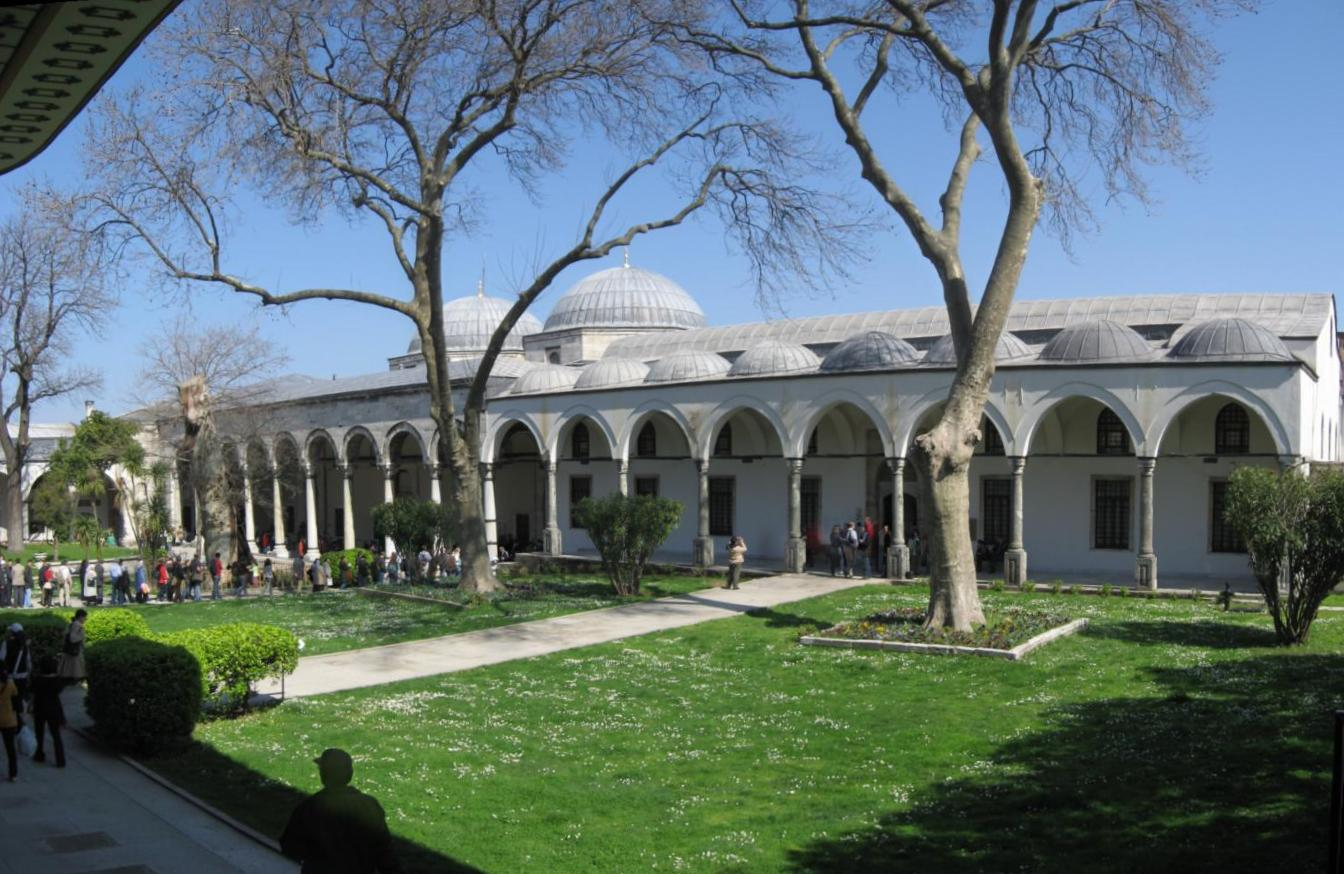
Il Padiglione del Conquistatore

### Quarto cortile

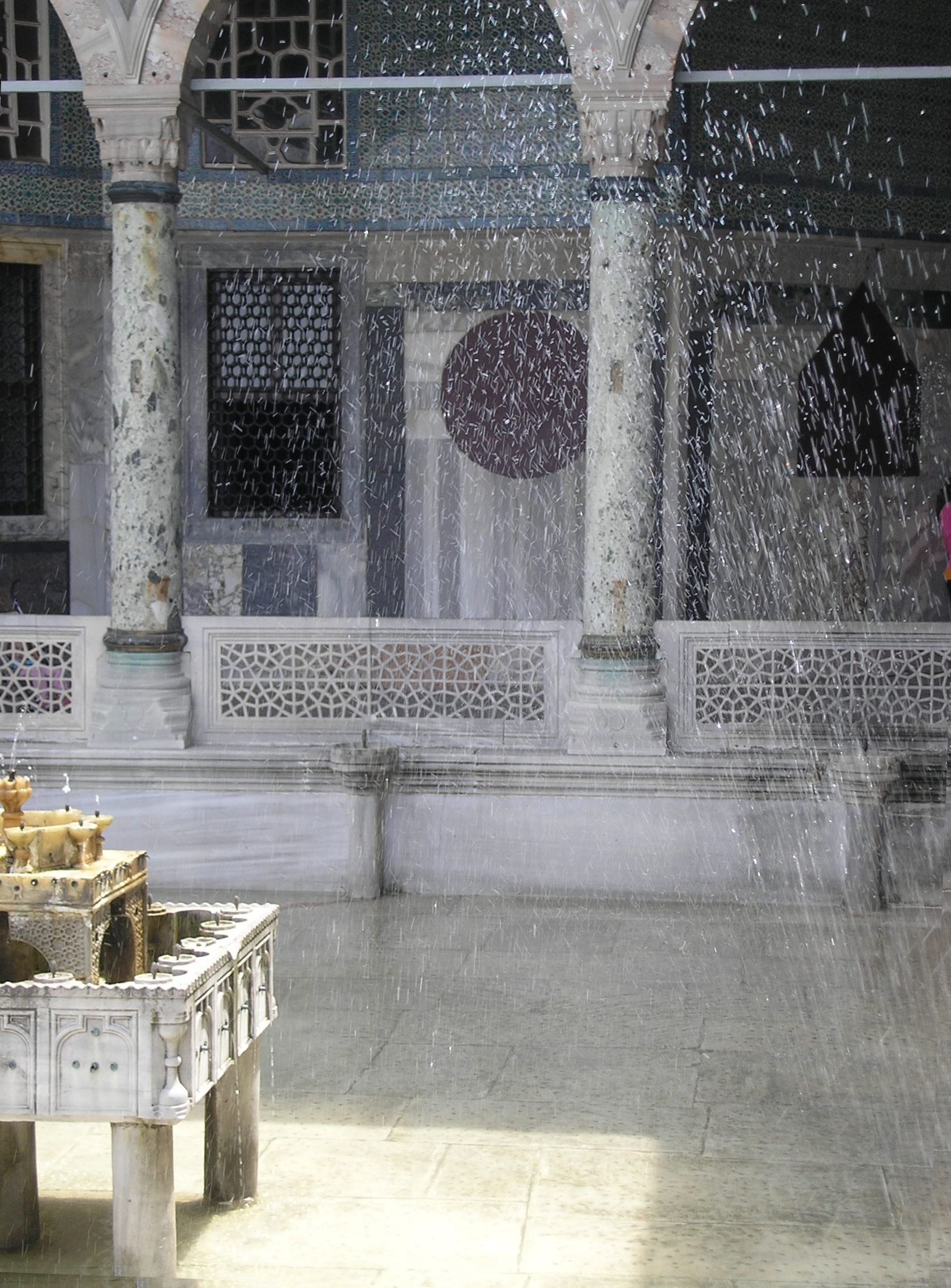
Il quarto cortile

### Harem
L'Harem imperiale ottomano giocò un ruolo politico fondamentale nella storia dell'Impero, soprattutto durante il periodo noto come Sultanato delle donne.

#### La "Gabbia Dorata"
Nel XVII secolo, venne annesso al gineceo ottomano un locale composto da due camere, edificate in fasi successive (l'attribuzione al regno di Murad III andrebbe corretta in favore del regno di Ahmed I), per gli "Appartamenti dei Principi Ereditari" (in turco: Çifte Kasırlar o Veliahd Dairesi). Ciò si rese necessario quando il sultano Ahmed I abolì la consuetudine d'inviare i principi osmanidi nelle province affinché imparassero a governare (il cosiddetto sancağa çıkma) ritenendola foriera di sempre più frequenti ribellioni e guerre-civili.
Lo stabile, privo di un ingresso vero e proprio, poggia su una piattaforma sopraelevata. L'interno consta appunto di due sale gemelle con soffitto conico, "a chiosco", rassomiglianti l'interno della tenda ottomana. Gli unici mobili disponibili sono divani collocati lungo le pareti. Buona parte delle decorazioni lignee barocche originali è stata rimossa, tanto quanto le ceramiche di İznik. La cupola lignea decorata è invece ancora originale e costituisce un buon esempio degli stilemi decorativi ottomani del primo Seicento. Il camino nella seconda stanza ha un alto cofano dorato ed è stato riportato al suo aspetto originale. Le persiane delle finestre accanto al camino sono decorate con intarsi in madreperla. Le finestre in vetro colorato si affacciano sull'alta terrazza e sul giardino della piscina sottostante. I rubinetti di queste finestre sono circondati da disegni rossi, neri e dorati.

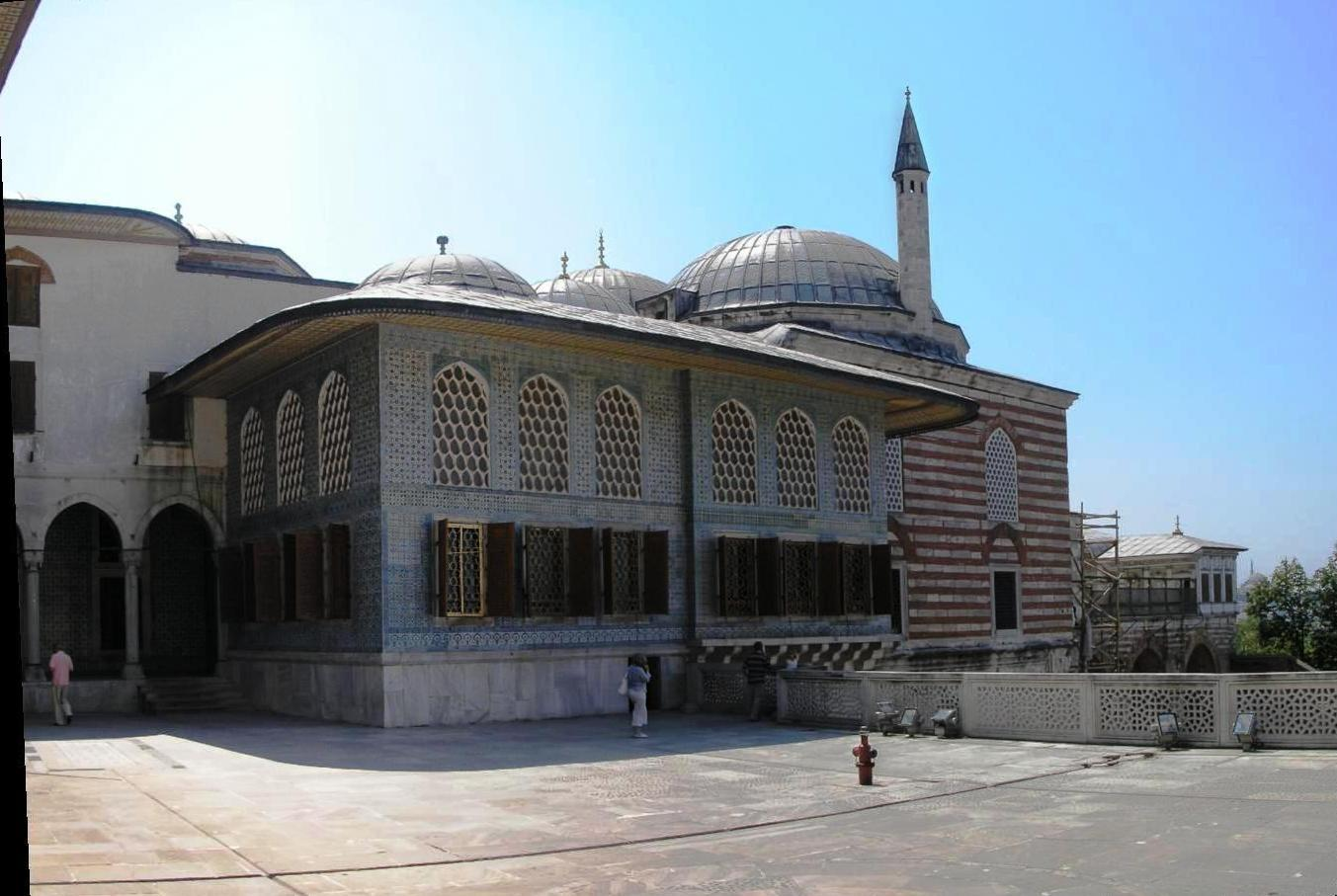
La "Gabbia" dei principi - ext.
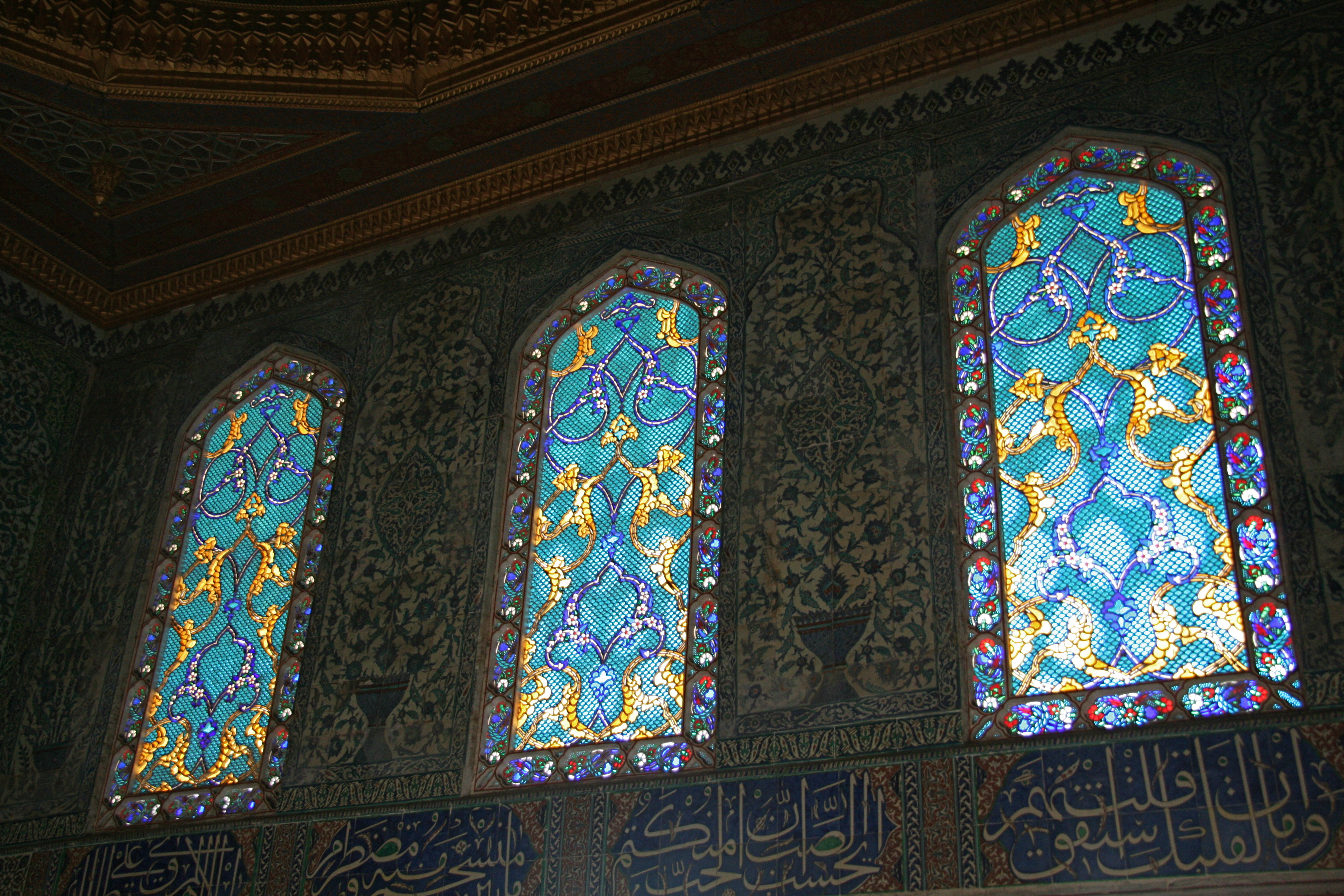
La "Gabbia" dei principi - int.

## Giardini esterni
Tutto il complesso dal Primo al Quarto Cortile è circondato dai giardini esterni del palazzo. Una parte di quest'area che è rivolta verso il mare è anche conosciuta come il Quinto Luogo.
Mehmed II fece anche costruire tre padiglioni, o chioschi, di cui solo il Chiosco piastrellato (Çinili Köşkü) è sopravvissuto. Il padiglione piastrellato risale al 1473 circa e ospita la collezione di ceramiche islamiche dei Musei Archeologici di Istanbul.
Lungo la riva un certo numero di padiglioni furono costruiti per il piacere visivo del sultano. Questi includevano il chiosco della riva, il chiosco delle perle (İncili Köşk), il chiosco di marmo (Mermer Köşkü) e il chiosco dei cestai (Sepetçiler Köşkü). La maggior parte dei padiglioni insieme ad alcuni dei muri e delle porte del mare furono distrutti nel tardo XIX secolo per permettere la costruzione delle linee ferroviarie che portavano alla Stazione di Sirkeci. Il chiosco dei cestai invece fu salvato.

Situato accanto al Primo Cortile verso la città si trova il Parco di Gülhane, il vecchio roseto imperiale, che apparteneva al complesso più grande del palazzo. Questo parco è aperto al pubblico. All'entrata del parco si trova il chiosco della processione (Alay Köşkü).

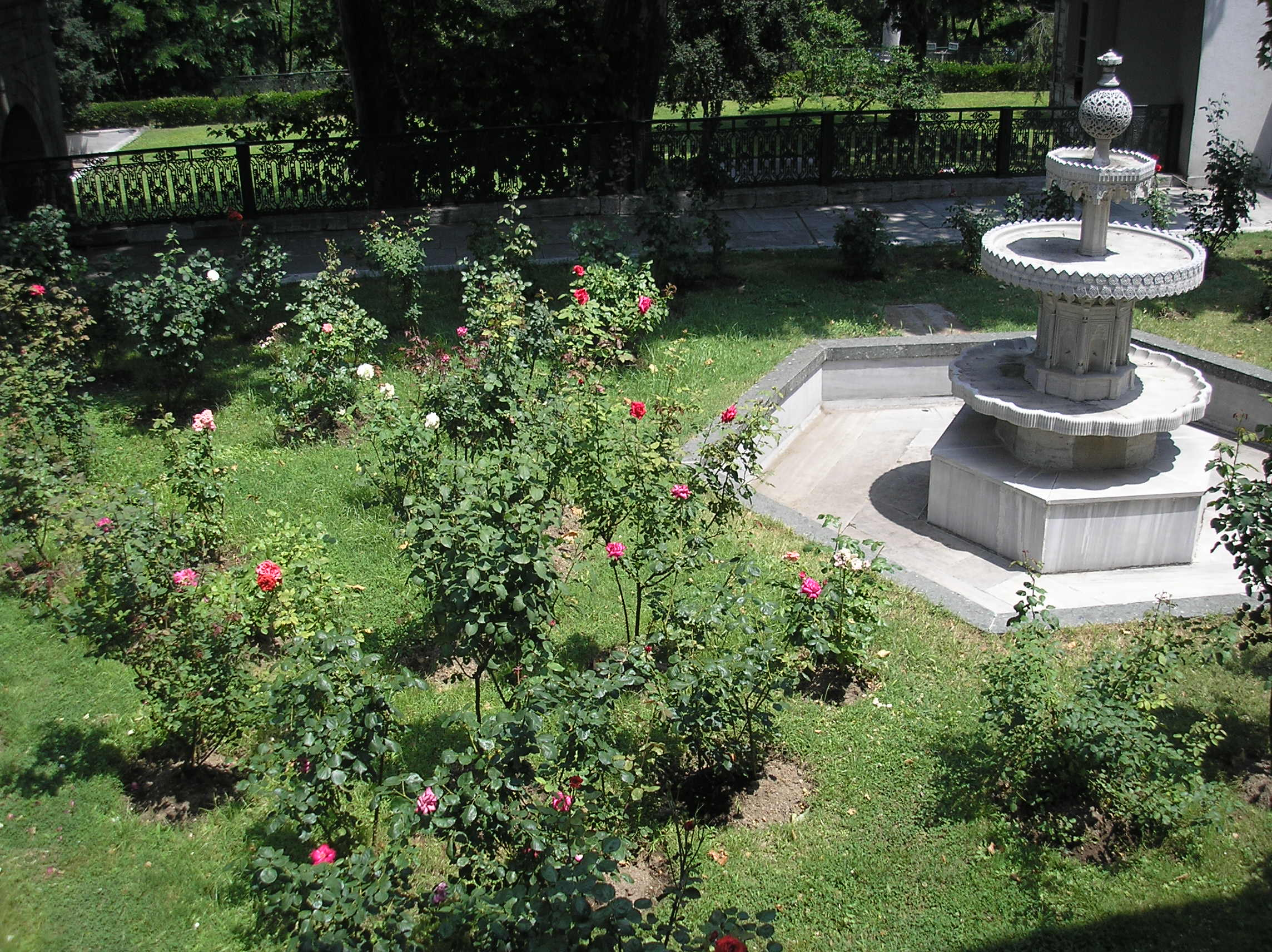
I giardini
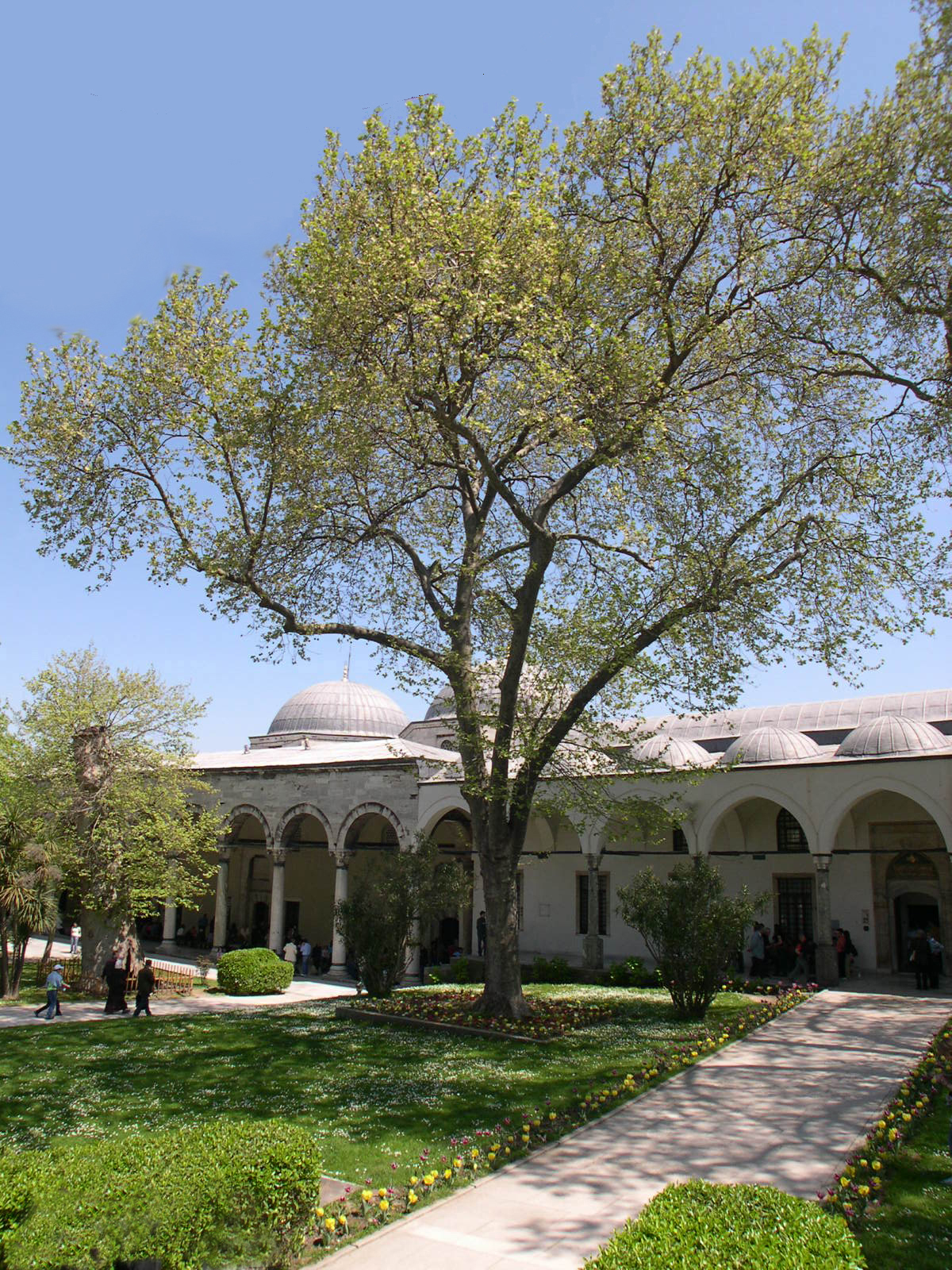
I giardini